# Счастье (город)
Сча́стье (укр. Ща́стя) — город в Луганской области Украины, административный центр Счастьенского района, до 2020 года находился в составе Жовтневого района города Луганска. В конце февраля 2022 года в ходе вторжения России на Украину город был оккупирован российскими войсками, а перед этим большей частью разрушен обстрелами.

## Географическое положение

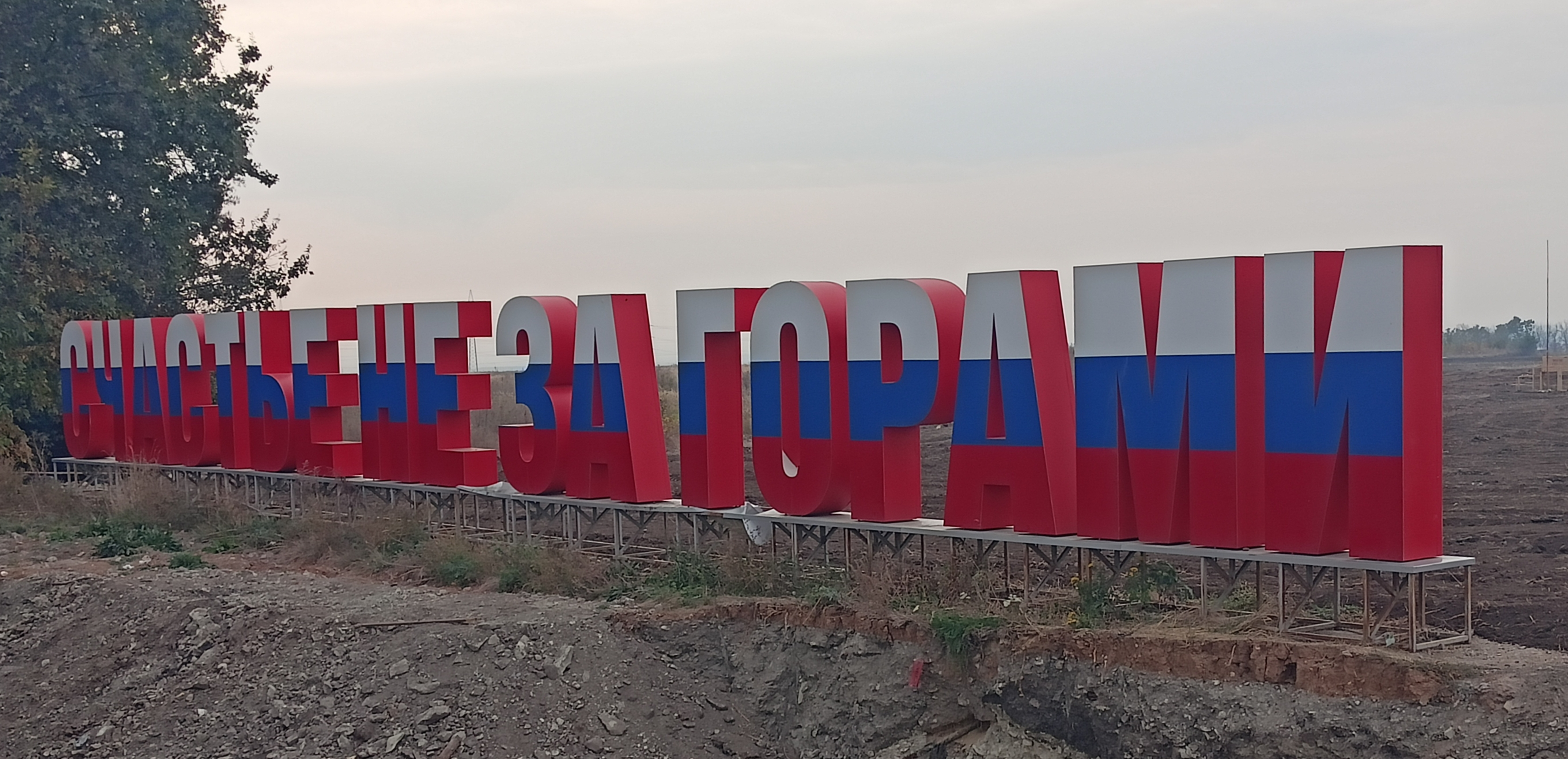
Инсталляция на въезде в город (под российской оккупацией)

Расположен на реке Северский Донец в 4 км от железнодорожной станции «Огородный». Главный промышленный объект — тепловая электростанция Луганская ТЭС входит в состав предприятий ДТЭК.

## История

### До 1917

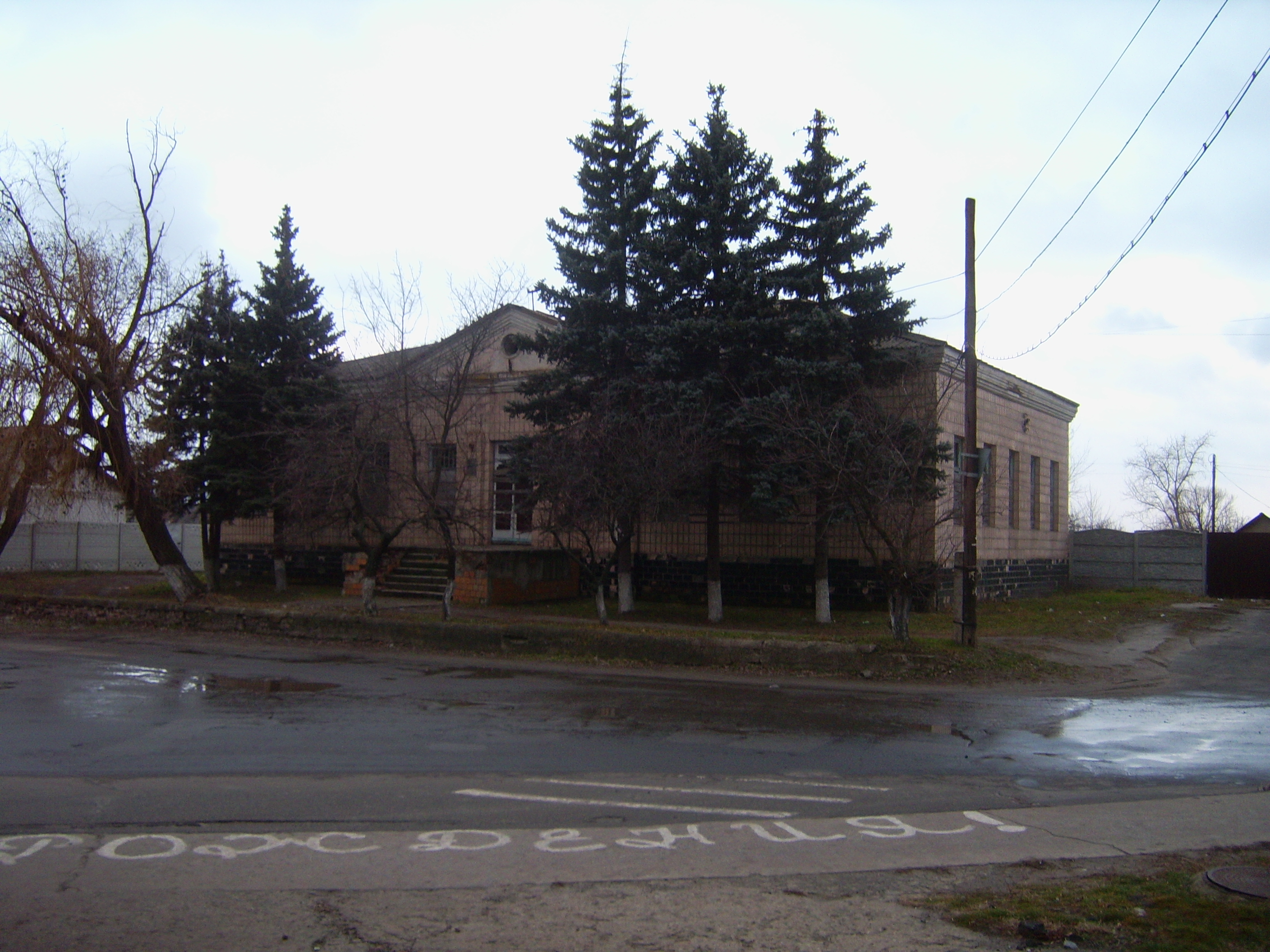
Бывший панский дом → музыкальная школа → дом пионеров

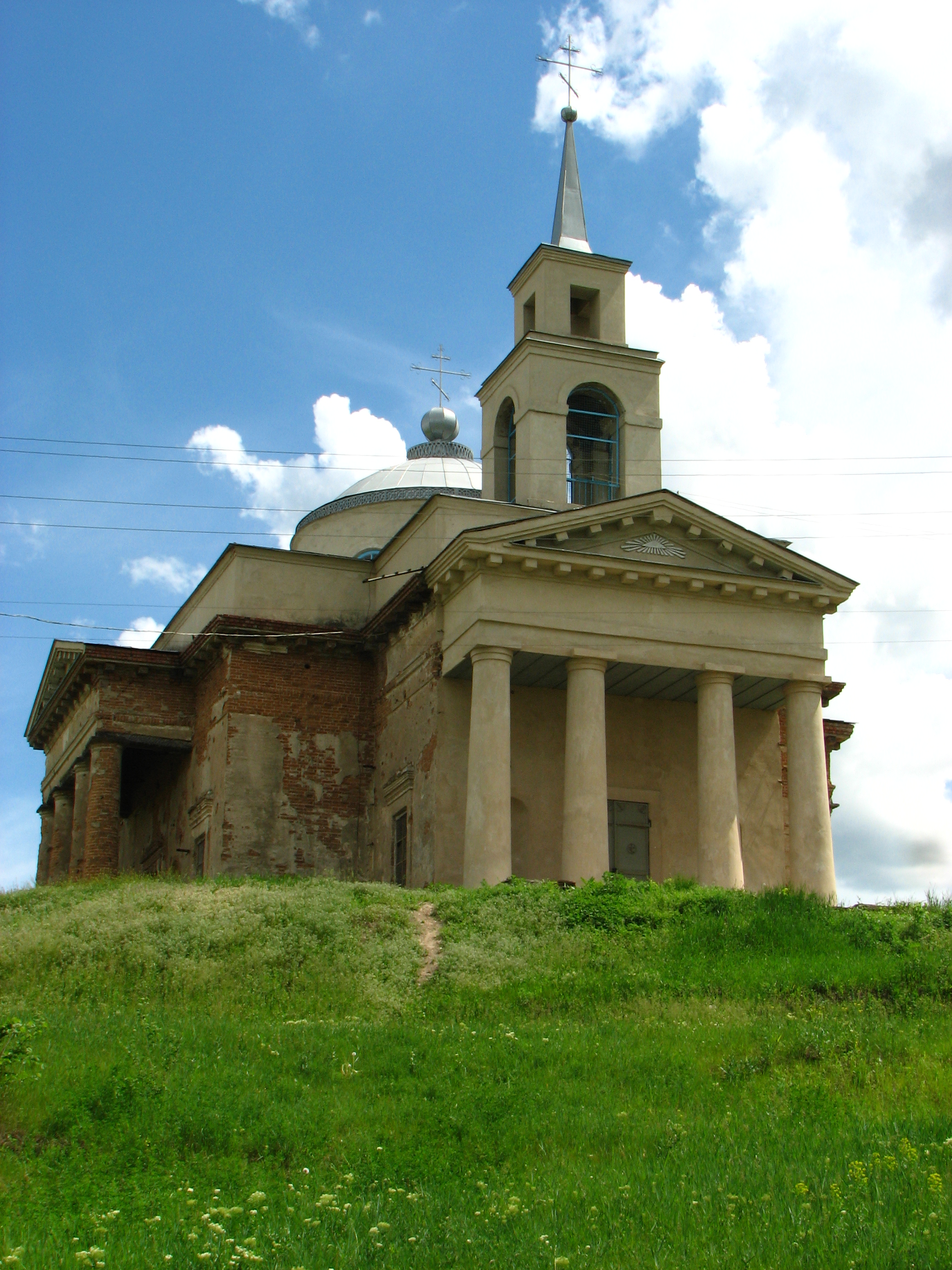
Церковь в с. Весёлая Гора

Архангело-Михайловская церковь в Старом Айдаре

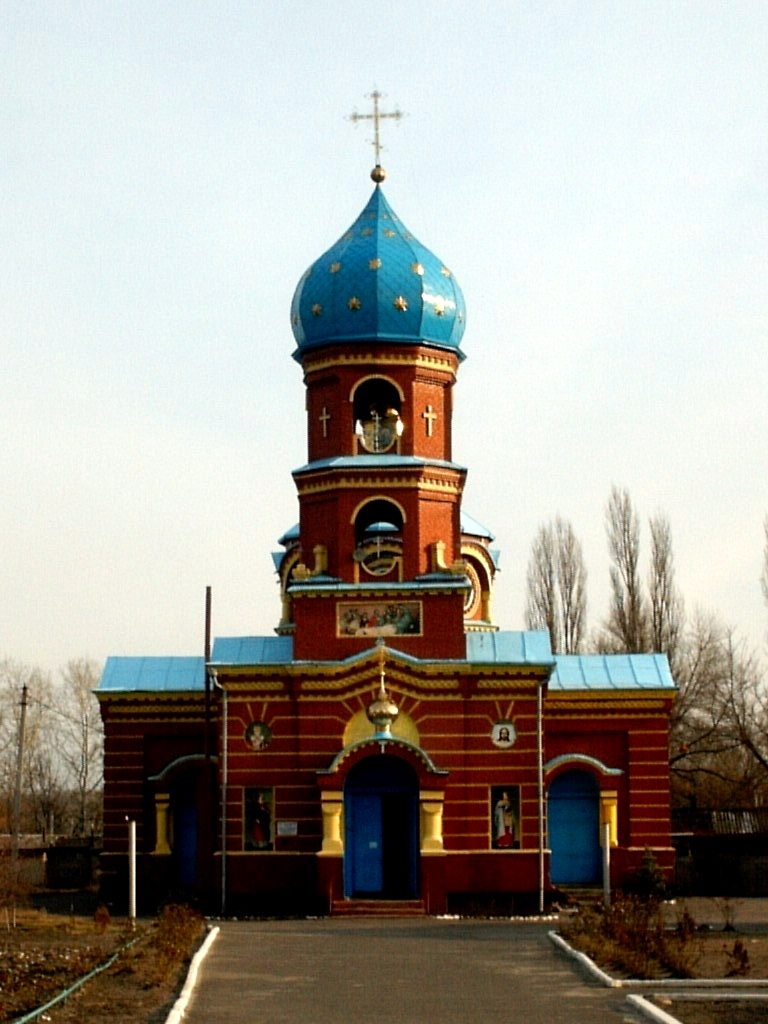
Екатерининская Церковь в Счастье построенная в 1901 году (русско-византийский стиль), освящена 13 октября 1914 (архитектор Владимир Немкин (колокольня построена в 1999 году).

Основание села Счастье относится к концу XVII века. Беглые селяне, спасаясь от крепостничества, поселялись на свободных землях в районе Северского Донца — Слобожанщине.
По легенде императрица Екатерина II подарила земли, прилегающие к Северскому Донцу, и крестьян Григорию Ивановичу Ковалинскому. Григорий Ковалинский служил на Таганрогской портовой таможне, в 1780 году он дослужился до чина подполковника. В 1776 году кригс-комиссар Таганрогской таможни Г. И. Ковалинский получил ранговую дачу 3300 десятин земли в урочище Ряженое, при помощи своего приказчика запорожца Ивана Синявского основал слободу Ряженое. В 1781 году Григорий Сковорода побывал в Счастье на пути в Таганрог, где гостил у Григория Ивановича Коваленского. Коваленский был помещиком и владел имением в Счастье, отчего село «в народе» стали также называть Ковалинкой.
В 1898 году жители деревни Счастье были прихожанами Архангело-Михайловской церкви слободы Старый Айдар, во время разлива рек Северского Донца и Айдара жители деревни не имели возможности посещать богослужения. Земской начальник и владелец имения в Счастье — Пётр Петрович Коваленский, (штабс-ротмистр в отставке) решил построить на свои деньги церковь. В деревне проживало 402 мужчины и 374 женщины, всего 776 человек. Проект церкви был составлен епархиальным архитектором Владимиром Христиановичем Немкиным (1857—1908).
16 июля 1898 года Харьковская духовная консистория разрешила строительство.
В 1901 году были построены церковь в русско-византийском стиле и дома для священника и псаломщика.
В 1903 году Пётр Петрович Коваленский умер.
Весной 1910 года умерла вдова П. П. Коваленского — Екатерина Ивановна Коваленская (урожденная Компанейская). После её смерти последовала тяжба за имение между прямыми наследниками имения со стороны П. П. Коваленского и племянниками его жены Компанейскими (Борис Николаевич, Анатолий, Иван и Константин Ивановичи).
В 1910 году крестьяне села Счастье просили Харьковскую духовную консисторию об освящении церкви в Счастье и определении священника и псаломщика. Приговор подписали сельский староста Василий Парасич и 135 домохозяев.
10 июля 1914 г — церковь в селе принадлежала потомственному дворянину присяжному поверенному Анатолию Ивановичу Компанейскому, который жил в Петербурге по ул. Жуковского № 47, церковь стоила в то время 100 000 царских рублей, он передал её в пользование приходу, также он предупредил Харьковскую духовную консисторию, что если храм не освятят в ближайшее время, то он обратиться в Святейший Синод и Государю Императору.
13 октября 1914 года церковь освятили спустя 13 лет после постройки.
На 1914 год, в селе была 2-классная церковно-приходская школа (которая располагалась в церковной сторожке). По штату на село был один учитель. В центре села выделялись 2 больших кирпичных дома: помещика (здание Дома пионеров) и священника (на месте нынешнего магазина «Темп»).
3 февраля 1915 года в Екатерининской церкви деревни Счастье состоит прихожан 528 мужчин и 503 женщины причт церкви проживает в слободе Старый Айдар, что мешает проведению богослужения в разливы рек, священник Семён Лукомский и диакон-псаломщик Василий Бугуцкий считались 2-м причтом в Архангело-Михайловской церкви сл. Старый Айдар, жители деревни ходили чаще в церковь в с. Веселая Гора, хотя это селение относилось к Екатеринославской губернии.
Село Счастье входило в Староайдарскую волость Старобельского уезда Харьковской губернии, в 1914 году в селе было 1230 жителей.

### 1917—1991
После 1917 года на землях села был создан колхоз «Новая жизнь».
Во время гонений на церковь Свято-Екатерининский храм был упразднен. Разрушили верхнюю часть храма, сняли колокол, а в помещении церкви при советской власти в разные годы были конюшня, склады, зернохранилище, склад стеклотары.
Село Счастье 14 июля 1942 года перешло под контроль немецкой армии, 21 января 1943 года перешло под контроль Красной армии.
За время немецкой оккупации на работы в Германию угнано 26 человек.

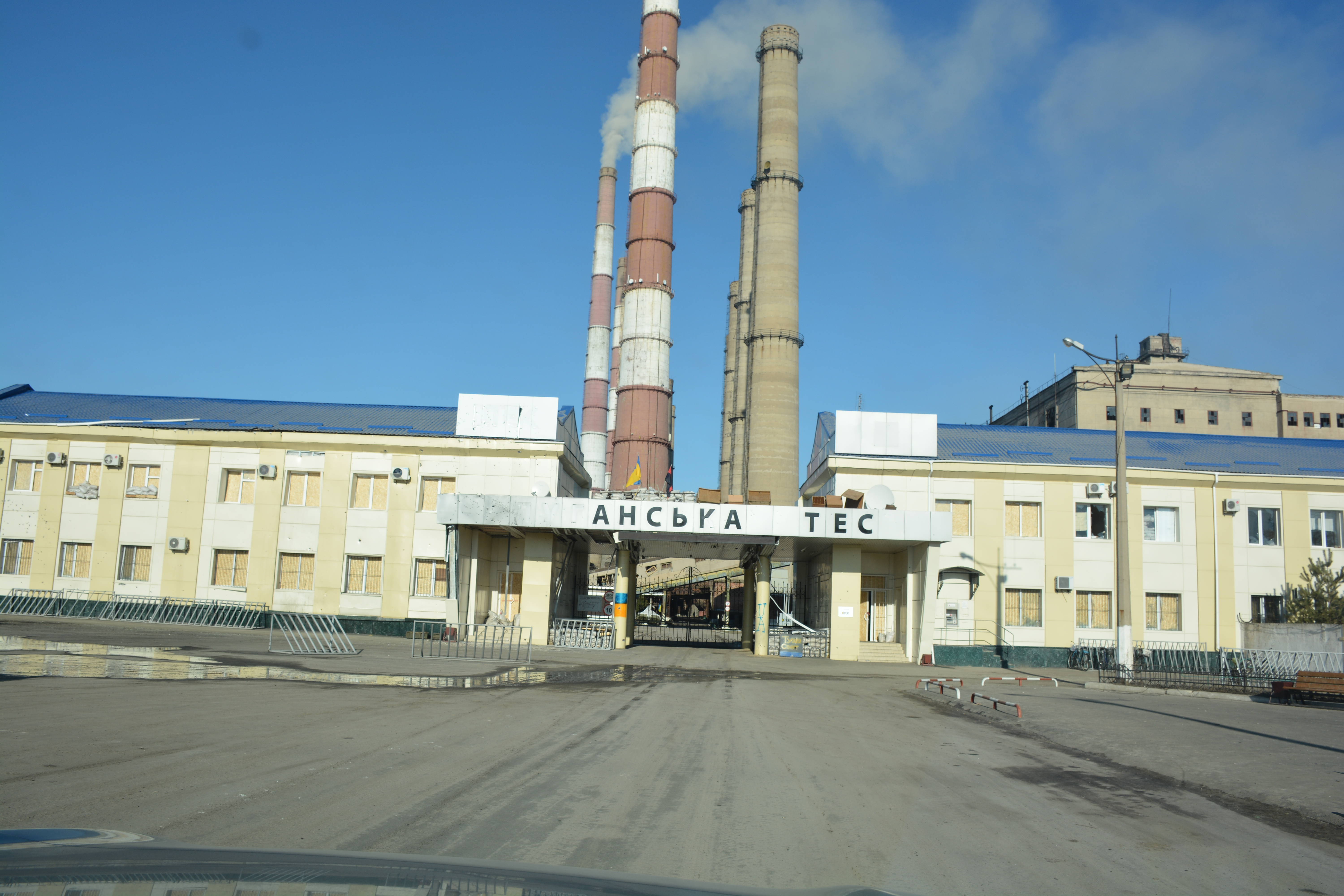
Градообразующее предприятие Луганская ТЭС (время строительства: 1952—1969)

В 1952 году началось строительство Луганской ТЭС. В связи с началом строительных работ началось стремительное развитие, и село стало посёлком. В посёлке начато строительство одноэтажных домов-бараков.
В 1954 году построена временная котельная на 10 котлов, что позволило начать строительство домов по улице Республиканской, с 2-х, 3-х этажными плановыми зданиями.
В 1956 году первый генератор электростанции мощностью 100 МВт был включен в энергосистему Украины.
К 1957 году в Счастье проживало более 5 000 человек. На пересечении улиц Ленина и Советская была организована центральная площадь Мира.
С 1959 года начата газификация посёлка.
В 1963 году по решению № 522 Ворошиловградского (Луганского) областного совета посёлку присвоен статус города. На то время в городе проживало 13 тыс. человек. В 1963 году состоялся пуск второй очереди на Ворошиловградской ГРЭС. В 1969 году было завершено строительство Ворошиловградской ГРЭС.
Восстанавливать счастьенскую церковь начали в 1990-м году по распоряжению Луганской епархии.

### 1991—2014
В этот период город был в составе Луганской области независимой Украины.

### 2014—2022

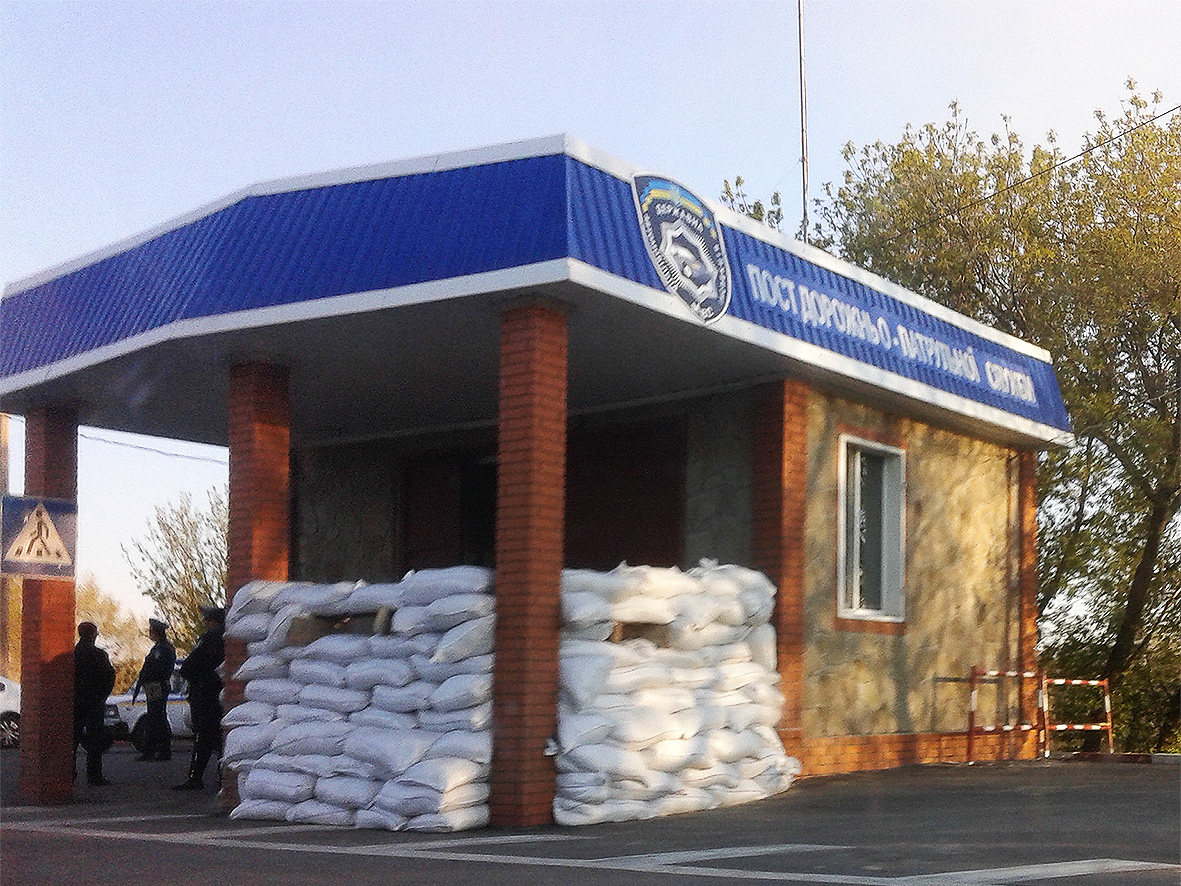
Блокпост в г. Счастье (2014)

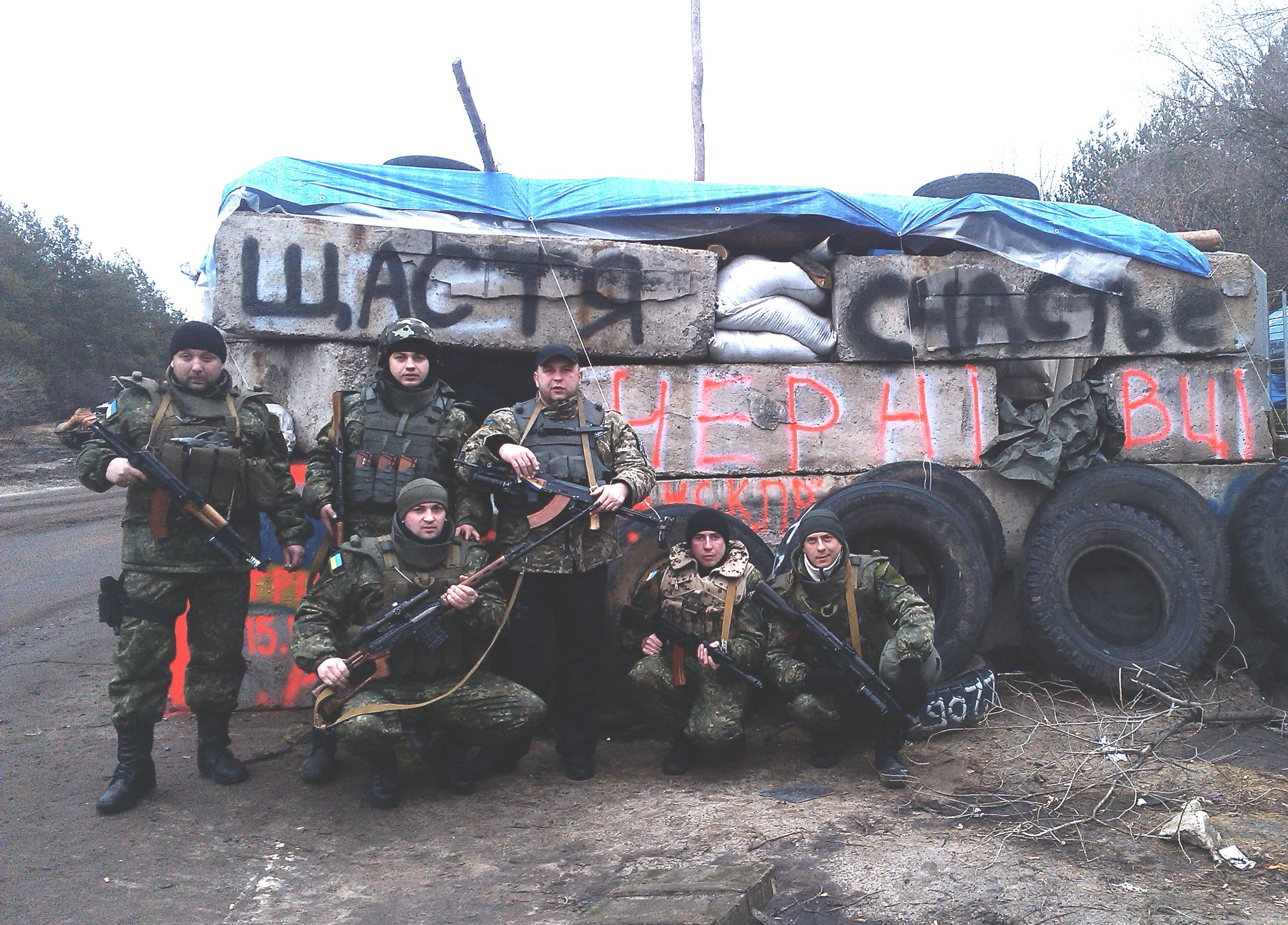
Начало АТО в г. Счастье

Во время вооружённого конфликта на востоке Украины город Счастье стал одной из точек противостояния сторонников самопровозглашённой Луганской Народной Республики.
13 июня 2014 года три украинских вертолёта атаковали блокпост сепаратистов в окрестностях Счастья.
14 июня в районе города велись ожесточённые бои между украинскими военными и силами ЛНР, в результате обе стороны потеряли убитыми несколько десятков человек каждая.
14 июня 2014 года город перешёл под контроль украинских военных.
Однако бои в окрестностях города продолжались и в последующие дни.
После окончания фазы активных боевых действий осенью 2014 года город располагается на границе территорий, контролируемых украинским правительством и самопровозглашённой ЛНР.
5 августа 2014 года был снесён памятник Ленину.
7 октября 2014 года в связи с разрывом административных связей в районе на фоне проведения АТО Постановлением Верховной Рады № 1693-VII «Про зміни в адміністративно-територіальному устрої Луганської області, зміну і встановлення меж Новоайдарського і Слов’яносербського районів Луганської області»] из состава Луганского городского совета в состав Новоайдарского района Луганской области выведен Счастьенский городской совет общей площадью 1639 га.

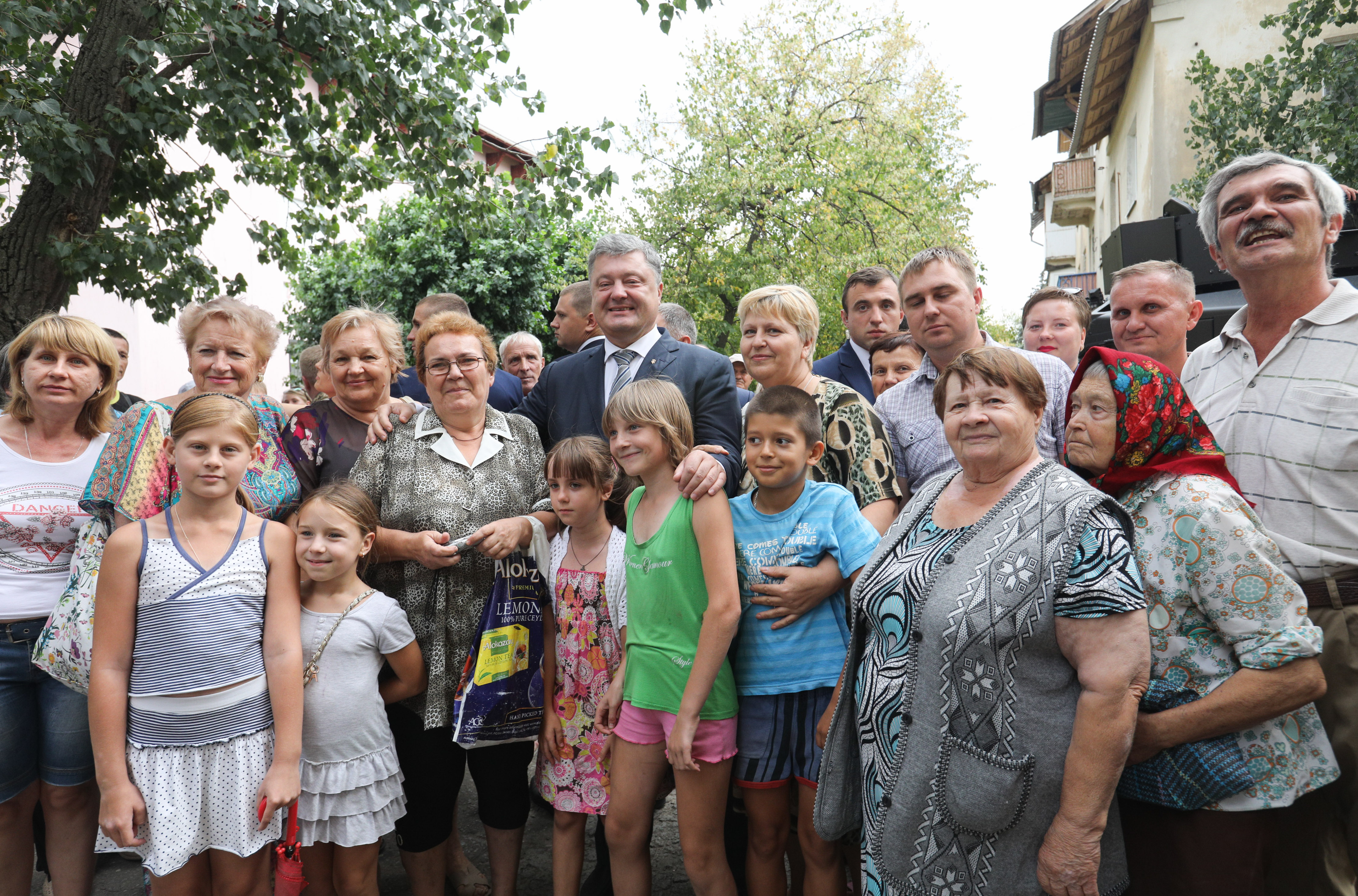
5-й президент Украины Пётр Порошенко в Счастье 22 августа 2017 года

В ноябре 2015 года в связи с декоммунизацией были переименованы 5 улиц: 1) Комсомольская — Спортивная; 2) Ленина — Каштановая; 3) Советская — Центральная; 4) Чапаева — Цветочная; 5) Ворошилова — Радужная.

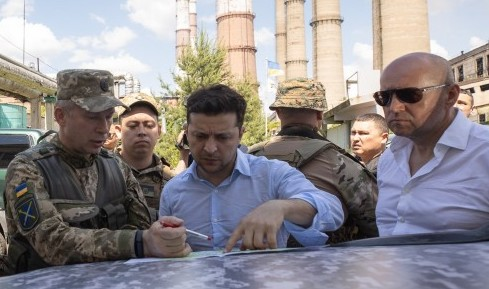
6-й президент Украины Владимир Зеленский возле Луганской ТЭС (2019)

31 марта 2019 года в городе прошли первые за последние 9 лет выборы президента Украины. Всего в списках избирателей насчитывалось 9 591 человек.
19 июля город стал административным центром новообразованного укрупнённого Новоайдарского района.
23 июля 2020 года Контактная группа по мирному урегулированию ситуации на востоке Украины договорилась об одновременном открытии КПВВ (контрольно-пропускной пункт) в Счастье и Золотом, которые должны открыть не позднее 10 ноября этого года.
6 ноября 2020 года завершилось строительство КПВВ «Счастье», пропускная способность которого составляет до 15 тыс. человек и до 5 тыс. транспортных средств в сутки. Однако новые КПВВ «Счастье» и «Золотое» на Луганщине не смогли открыться 10 ноября из-за позиции Украины и недоговоренностей на уровне чиновников.
В конце февраля 2022 года, в первые дни нападения России на Украину, в рамках наступления на востоке, город был большей частью разрушен обстрелом, после чего оккупирован российскими войсками.

## Гимн города
Музыка И. Януша, слова Ю. Коломийца
На карту малой точкой нанесён,
Весь в зелени, украшенный цветами,
Мой город-сказка, город, словно сон,
Любовь к тебе не выразить словами…

## Архитектура
Первоначальная застройка города (до 1963 года села), одноэтажные частные дома. Данная застройка сохранилась в некоторых частях города.
С 1953 года, в связи с началом строительства на Ворошиловградской ГРЭС начинает увеличиваться население посёлка. В связи с этим в посёлке начинается период интенсивной застройки.
Первые строители ГРЭС — жили во временных сборных домах, от которых началась первая улица будущего города — улица Донецкая. Первоначально застройка шла только по улице Донецкой. Было построено 83 финских одноэтажных домика, 49 одноэтажных сборно-щитовых зданий общежитий. Благодаря быстрому возведению этих жилых домов к концу 1953 года, фактически за год, жильём было обеспечено около 4 тысяч человек.
В начале 1954 года в посёлке была построена временная котельная на 10 котлов. Это позволило начать застройку по улице Республиканской.
К 1957 году этот район был застроен плановыми 2-3 этажными домами.
К 7 ноября 1957 года на площади Мира срочно сдан в эксплуатацию Дворец Культуры.
В 1959 году был газифицирован первый жилой дом (ул. Советская). С этого времени жилые дома сдавались в эксплуатацию с газом и водопроводом.
С конца 1960-х годов производились застройки пятиэтажными домами.
В 2000-м году были сданы в эксплуатацию последние многоквартирные четырёхэтажные жилые дома.

## Градоначальники
- Виктор Михайлович Горшковский (1990—2010).
- Вадим Леонидович Живлюк (2010—2014). В 2014 году он ушёл в отставку по собственному желанию; свое решение он объяснил тем, что не может исполнять свои должностные обязанности.
- Александр Александрович Богиня (2014—2019) — и. о. городского головы, секретарь совета.

Военно-гражданская администрация (с 18.01.2019)
- Дмитрий Анатольевич Скворцов (5 апреля — 18 июня 2019) — глава администрации города, майор ВСУ, его задержали на взятке 12 тысяч гривен 18 июня 2019 года[27][28]
- Светлана Николаевна Климкова (с 24 июня 2019) — и. о. городского головы[29]
- Вадим Леонидович Живлюк[укр.] (2022 — настоящее время). В конце февраля 2022 года в городе была установлена оккупационная администрация.

## Образование
Дошкольные учебные заведения:

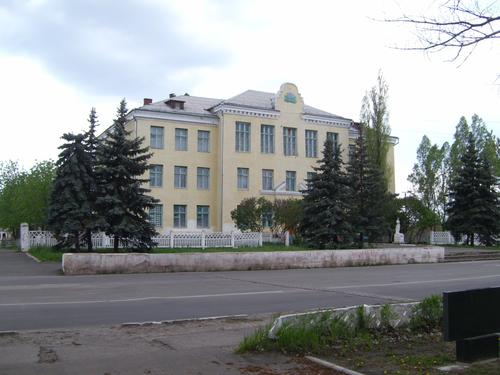
Школа № 1 имени Константина Кутового (бывшая № 56)

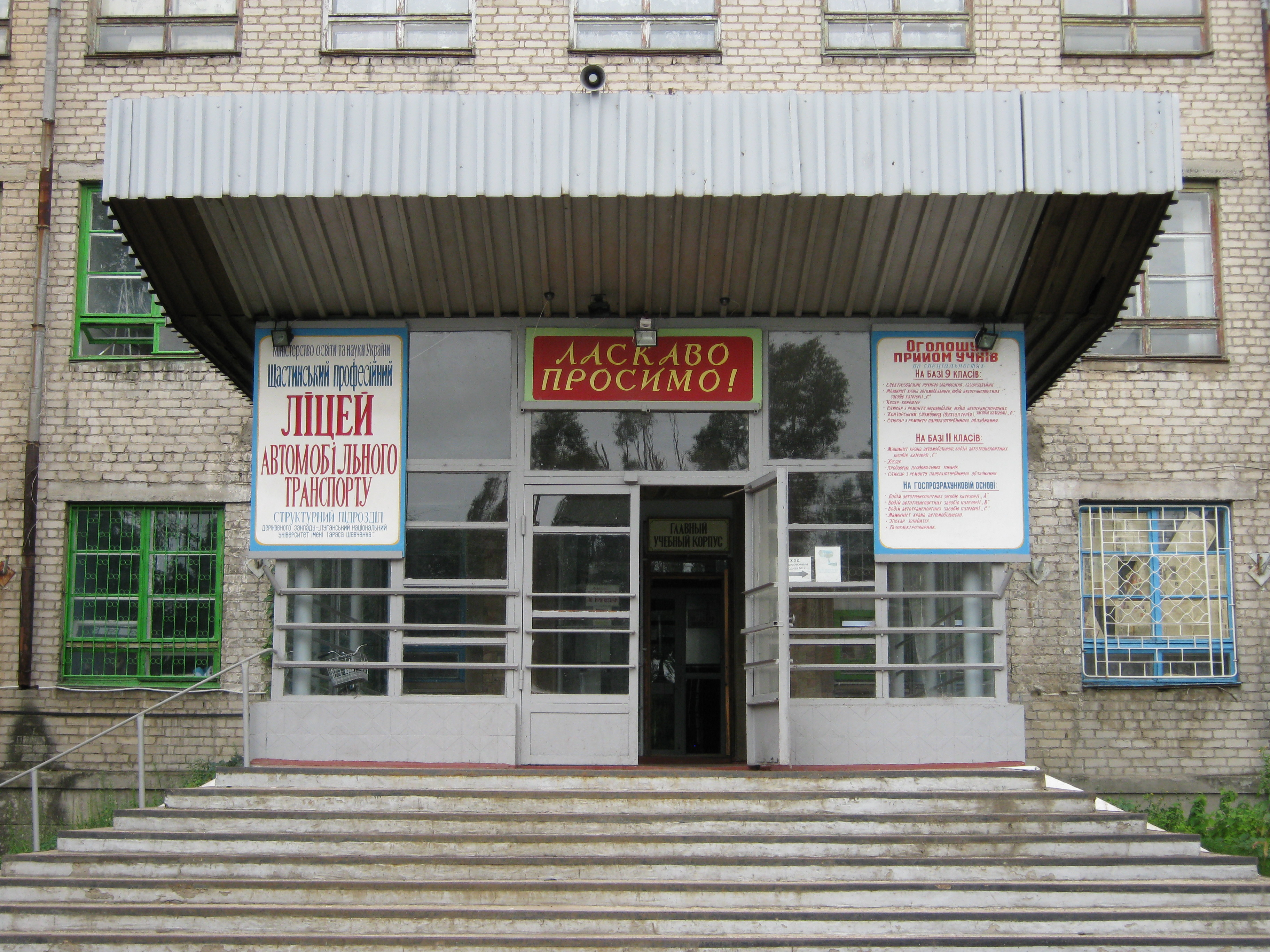
Счастьенский профессиональный лицей автомобильного транспорта (ПТУ № 50)

- Детский ясли-сад комбинированного типа «Звёздочка» № 103 (бывший «Росинка»),
- Детский ясли-сад «Ивушка» № 124.

Закрытые дошкольные учреждения:
- 3 детских садика

Школы:
- Средняя общеобразовательная школа I—III ступеней № 1 (ранее № 56) имени Константина Кутового[30]. (Построена по типовому проекту И. Каракиса),
- Средняя общеобразовательная школа I—III ступеней № 2 (ранее № 46),
- Общеобразовательная санаторная школа-интернат,
- Счастьенская школа искусств эстетического воспитания.

Среднее профессиональное образование:
- Счастьенский профессиональный лицей автомобильного транспорта (ПТУ № 50),
- Счастьенский профессиональный лицей (ПТУ № 54),

Частные учебные заведения:
- Школа шитья[31].

Закрытые учебные заведения:
- Воскресная школа,
- Восьмилетняя школа № 51 (1954—1984).
- Училище профессиональной подготовки работников милиции (до 2014)[32].
- ПТУ № 27 на Чистом озере, возле турбазы Юность.

## Здравоохранение
- Счастьенская городская больница,
- Профилакторий Луганской ТЭС.
- 5 частных стоматологических кабинетов.

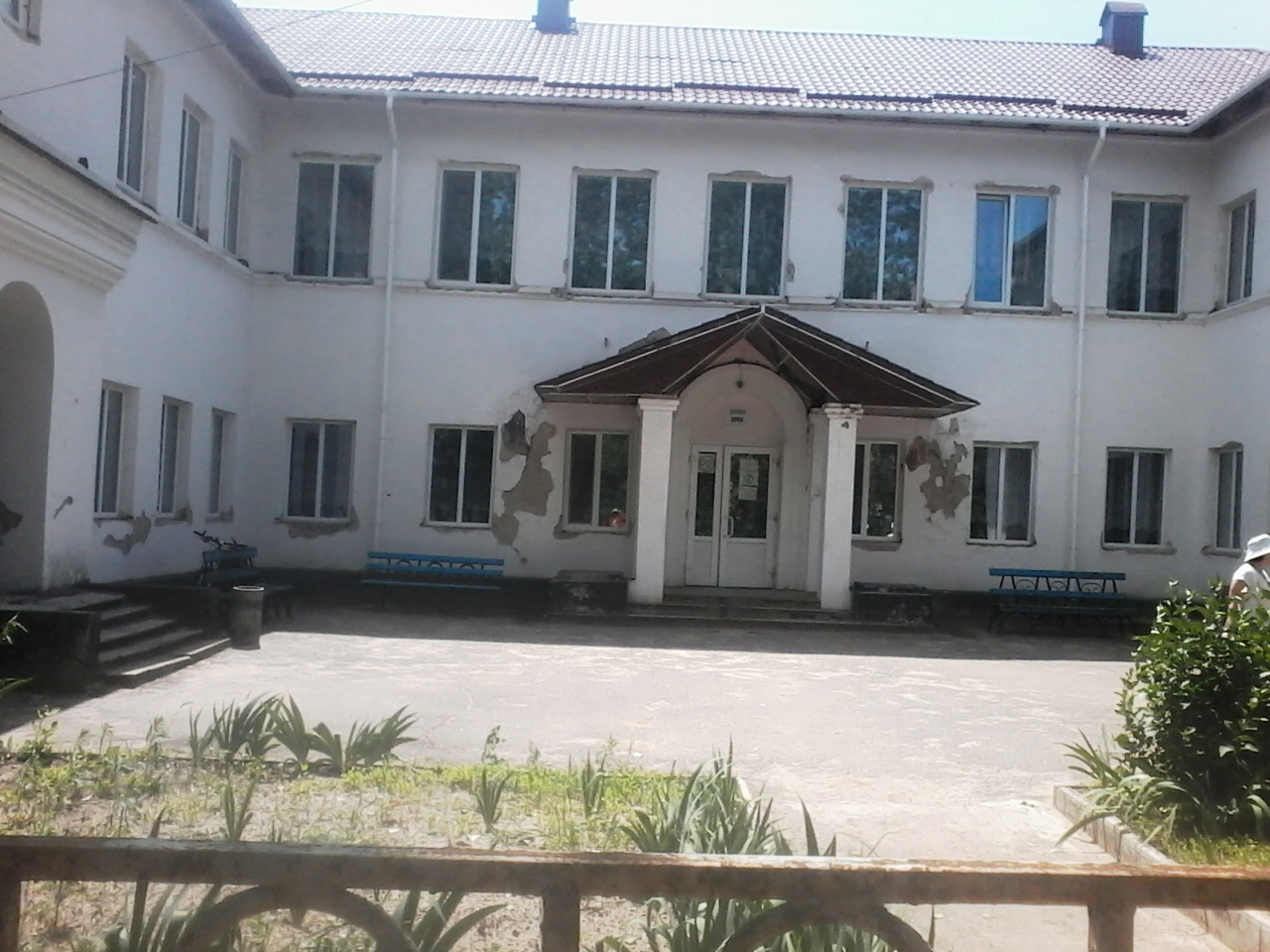
Поликлиника в Счастье

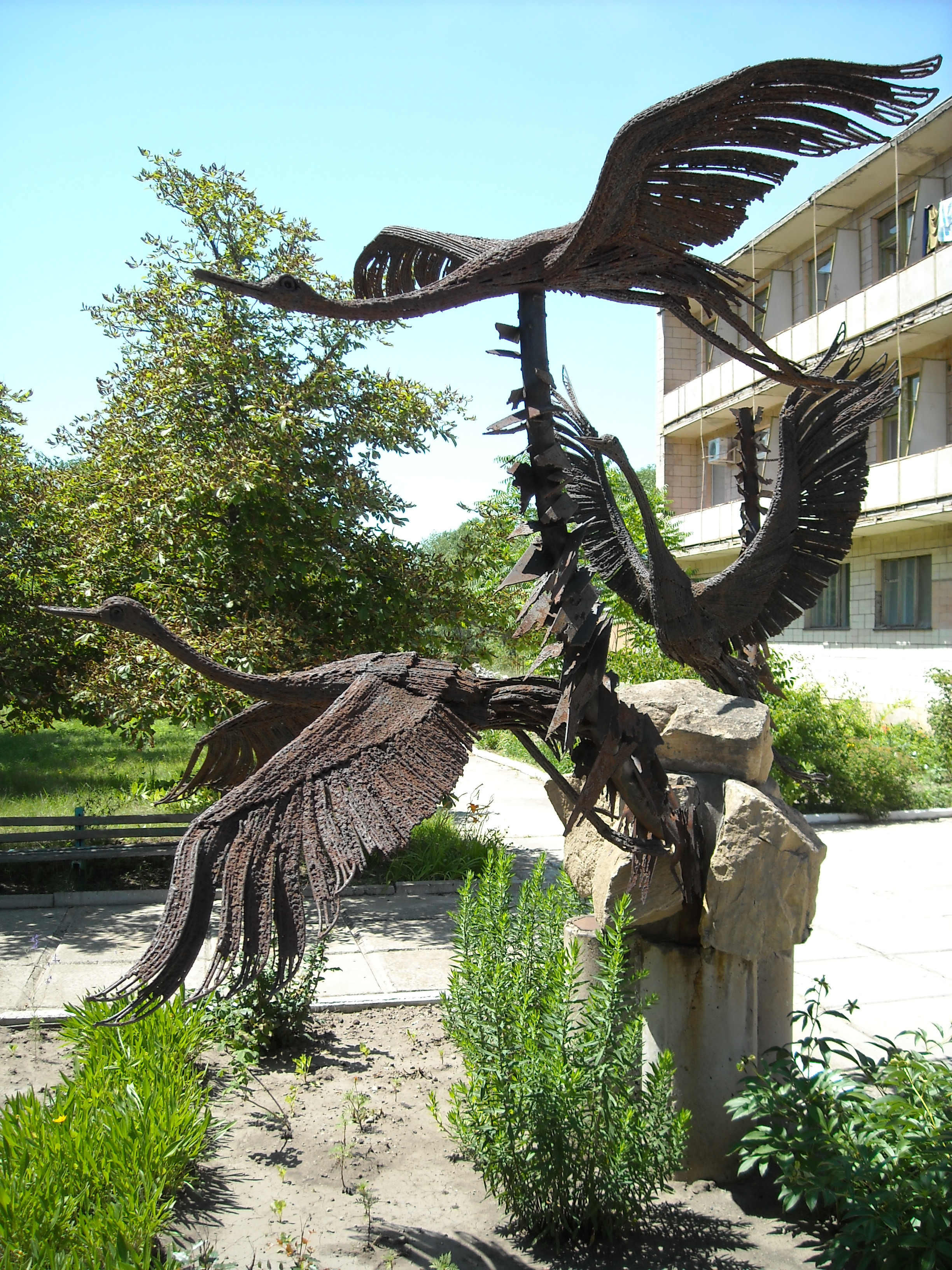
Памятник «Журавли», расположенный на территории санатория-профилактория «Луганский»

## Спортивные сооружения
- Стадион «Энергетик»,

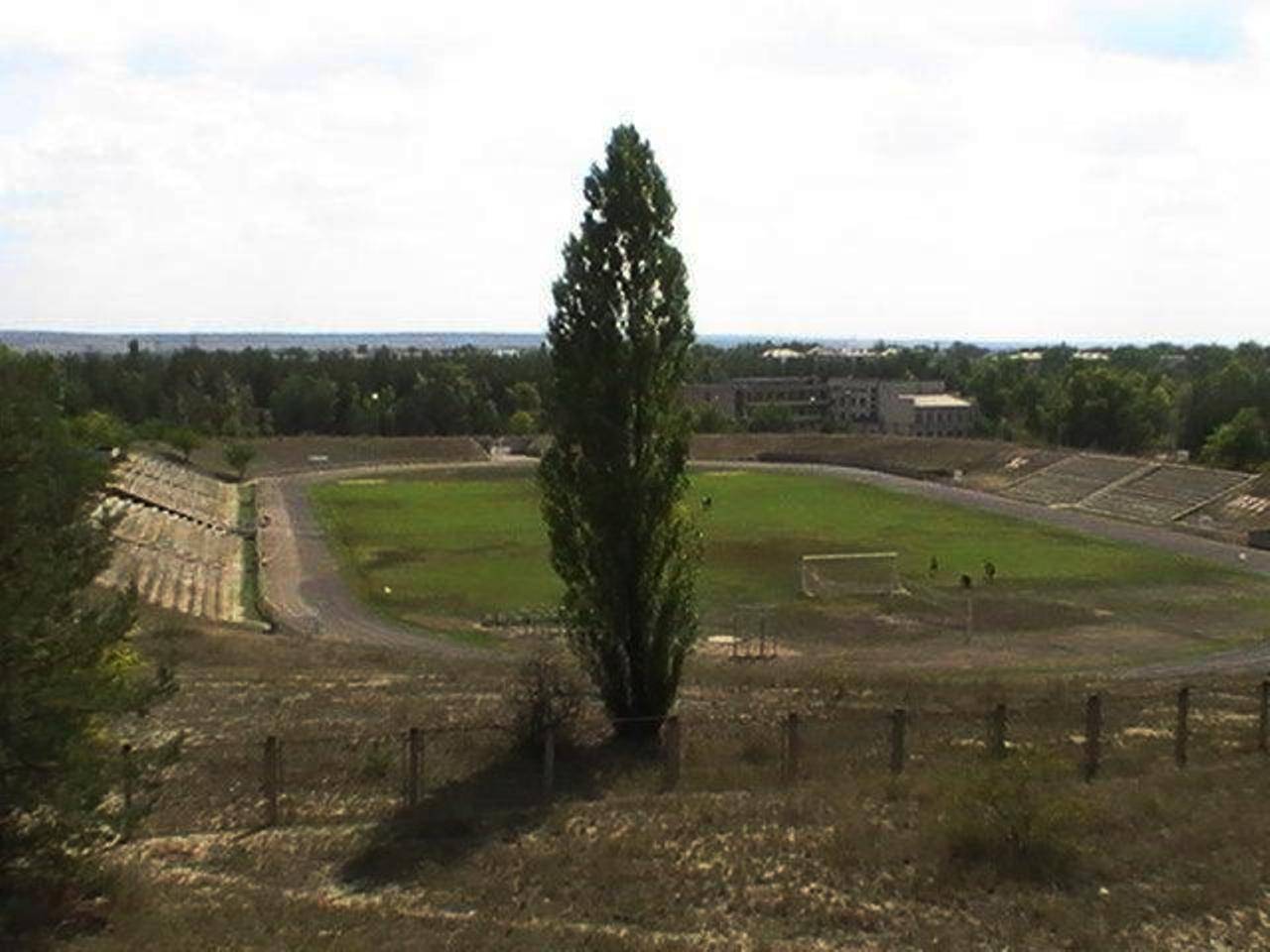
Стадион «Энергетик»

- База Луганского футбольного клуба «Заря»,

## СМИ
- ТРК «Энергия»[33],
- Юношеская студия журналистики «СхідLife +»[34],
- Газета «Счастьенские вести»,
- Газета «Вести Энергия»,
- Газета «Жовтневка».

## Торговля

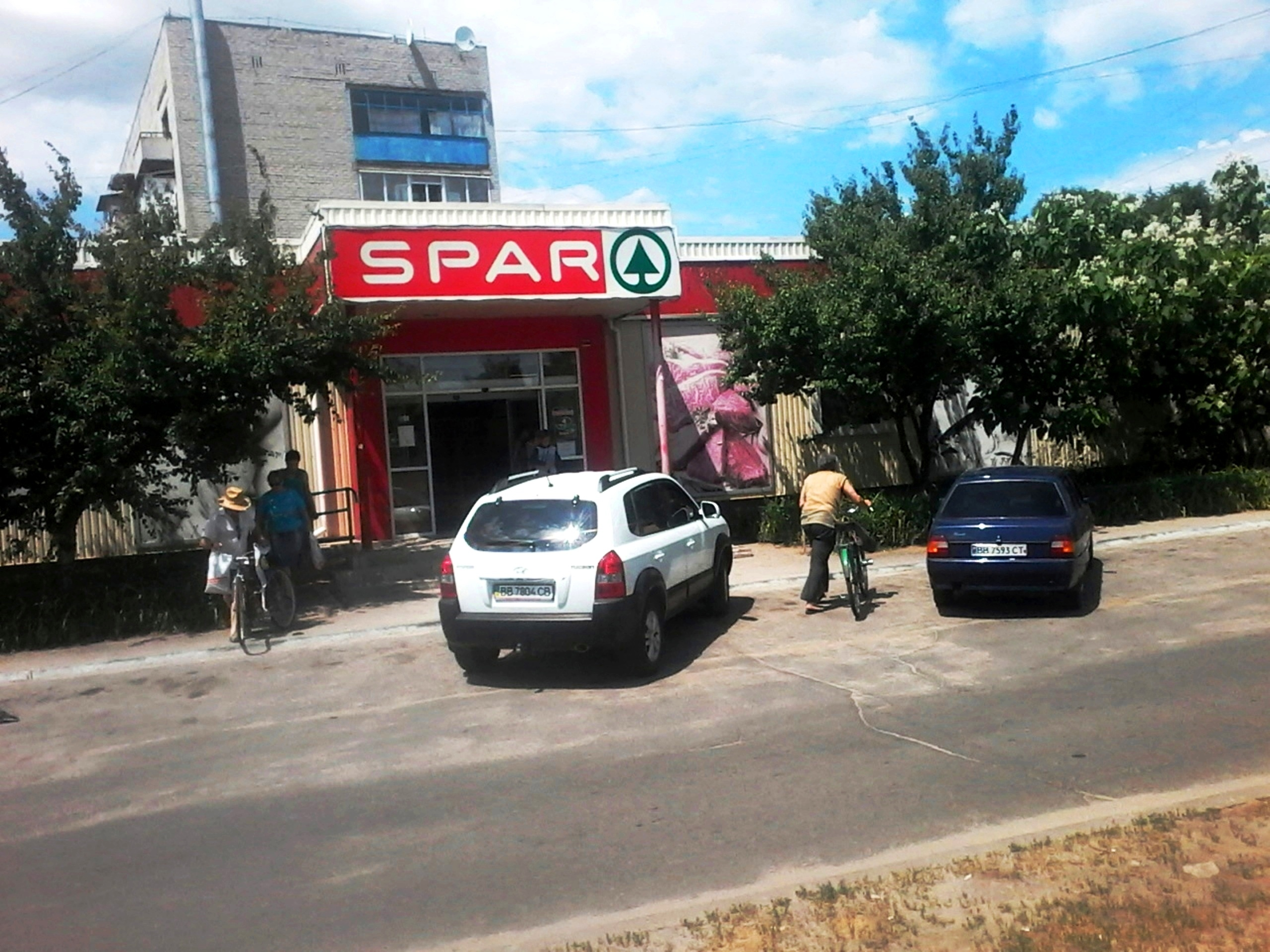
Супермаркет «Spar» (2012—2019)

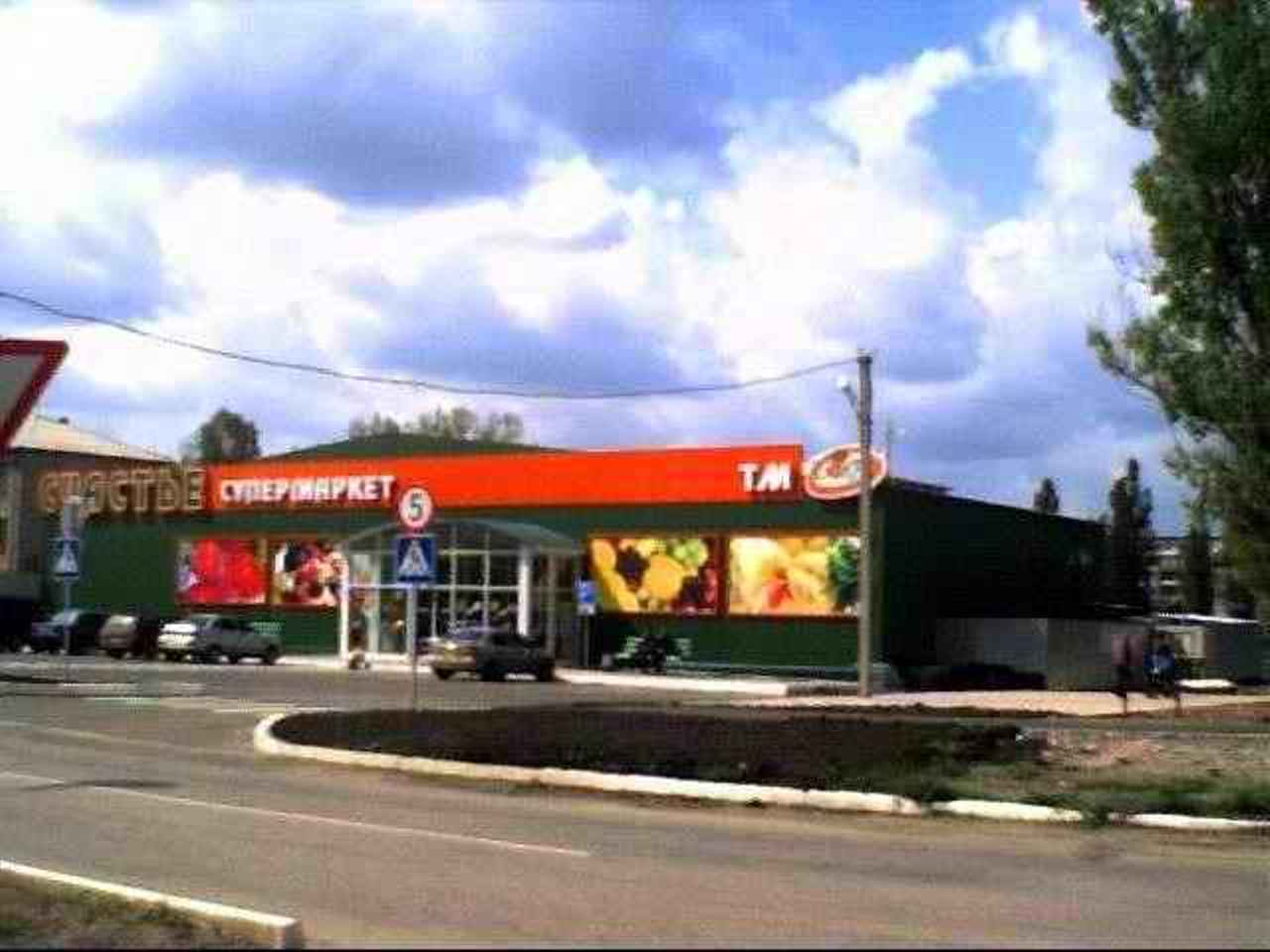
Супермаркет «Счастье» (теперь «Півціни на все»)

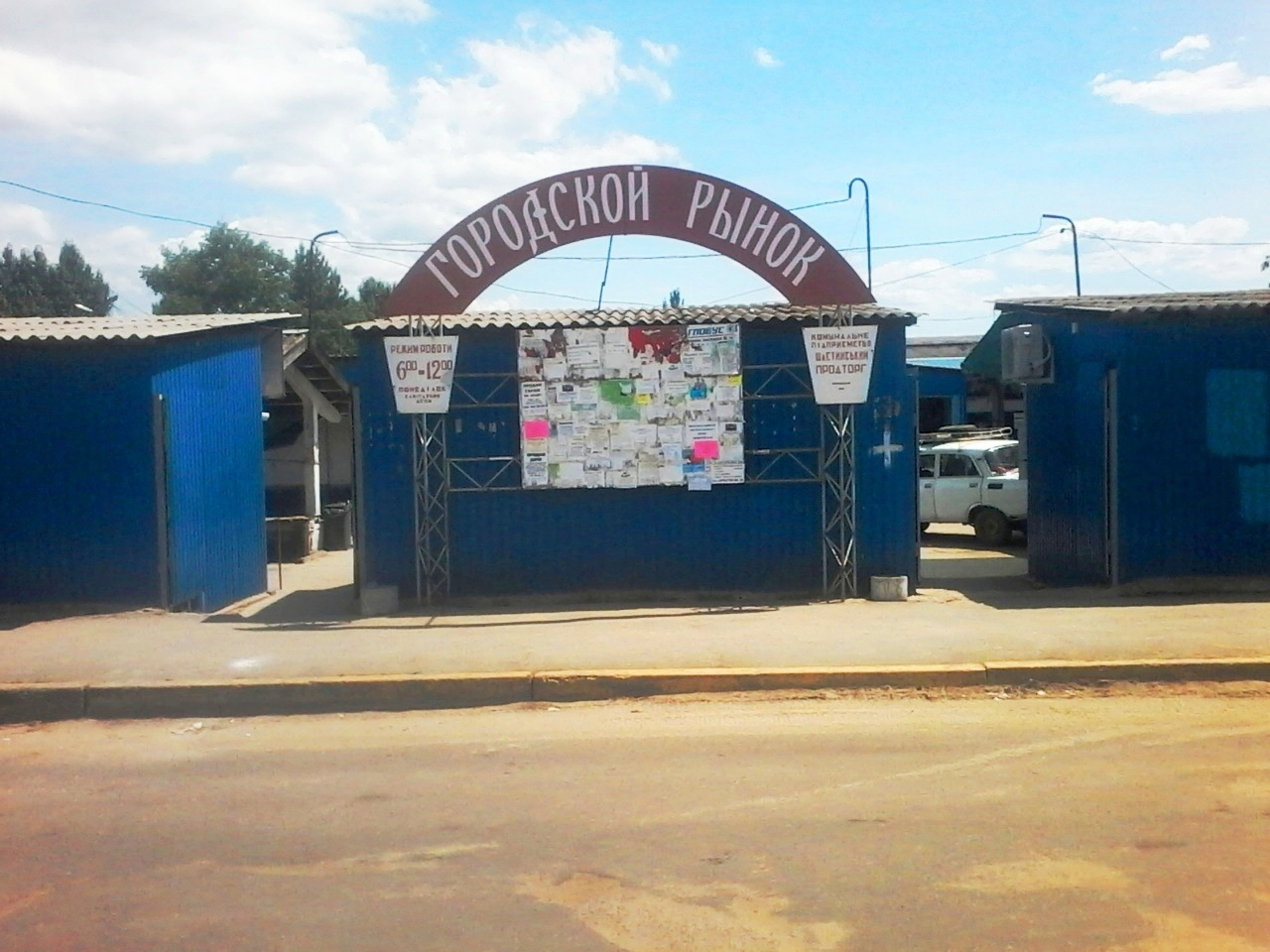
Городской рынок

- Супермаркет «Семья» (ранее «Spar»[35], «Детский мир»)
- Супермаркет «Півціни на все» (ранее «Счастье», ТМ «Бокри»)
- Мини-маркет «Маяк»
- Супермаркет «АТБ» (2012—2014)[36]
- Городской рынок

## Природа
Кроме реки Северский Донец около города есть и другие водоёмы: река Айдар, озеро Чистое, озеро Зимовное, озеро Окунёвое, водоохладительный канал и 3 пруда, много мелких озёр, в каждом водоёме есть рыба. Город окружён лесными посадками и рощами, в лесу растут сосны, тополя, берёзы, дубы, клён и др. Растут пролиски, ландыши, ромашки и другие цветы.

## Религия

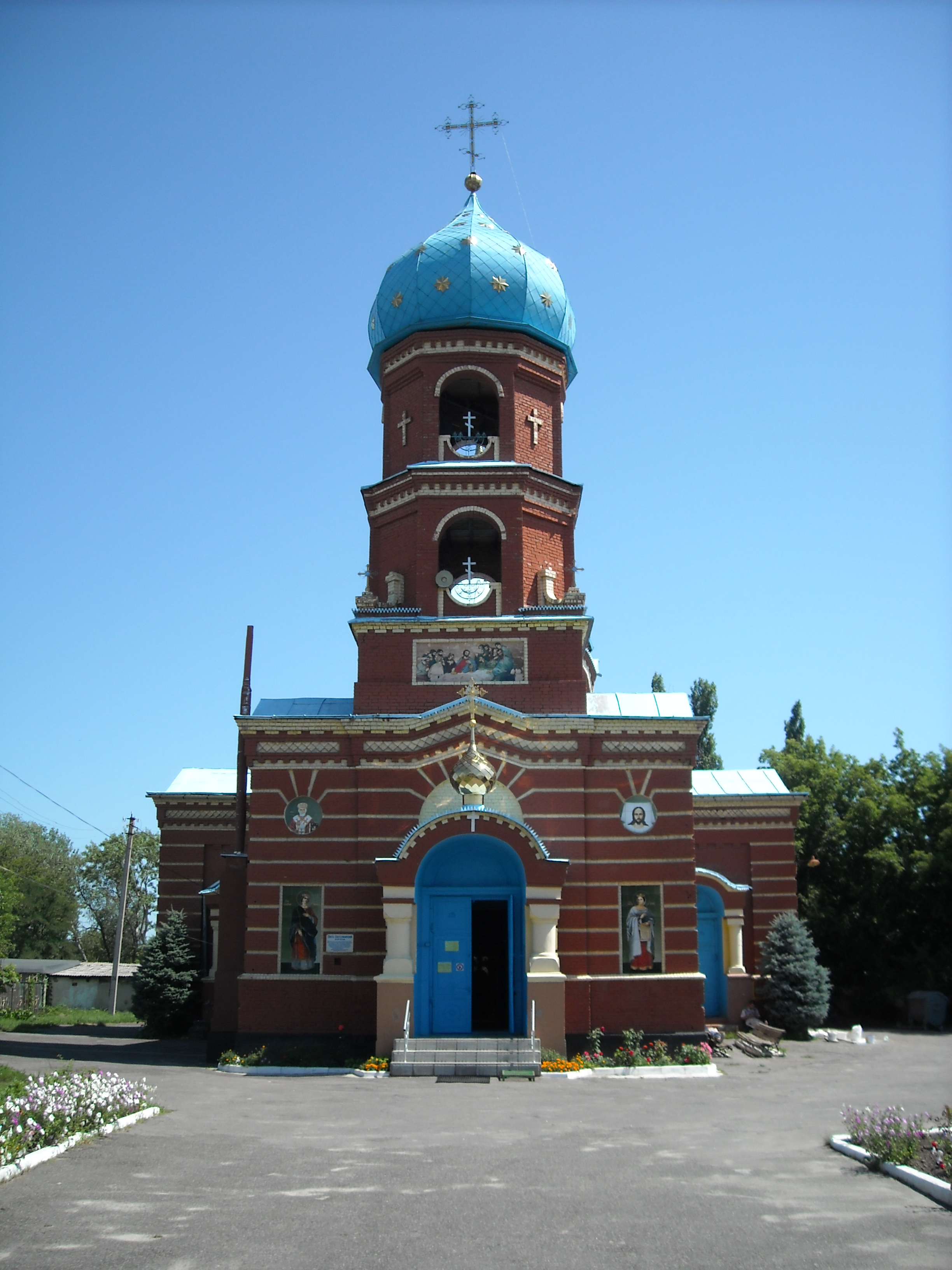
Свято-Екатерининский храм

На территории города находится часовня и Свято-Екатерининский храм, который был построен за деньги землевладельца Пётра Петровича Коваленского в 1901 году, архитектор Владимир Христианович Немкин, 13 октября 1914 года церковь освятили и открыли. Во времена Советской власти храм был закрыт. Долгое время использовался как склад и пункт приема стеклотары. Восстановлен в 1992 году, протоиереем Фёдором. Ко второму тысячелетию от Рождества Христова реконструирован по проекту епархиального архитектора Бондарева А. П., настоятелем отцом Василием. Освящен архиепископом Луганским и Старобельским Иоаникием. Информация согласно памятной доске на фасаде Свято-Екатерининского храма.

## Природа
- Река Северский Донец
- Озера: Чистое, Окунёвое, Зимовное и др, около озёр дачи и огороды, лиственный лес, в лесах водятся зайцы, кабаны, косули, на болотах цапли и аисты, есть также соловьи, кукушки, скворцы…
- Канал, 3 пруда-охладителя Луганской ТЭС, в прудах разводят рыбу, был рыбхоз, возле канала и прудов есть дачные участки, над прудами летают чайки, иногда орлы.
- Есть посаженные в 1940-е-1950-е годы сосновые леса, в них водятся белки.

После войны в леса стало ходить небезопасно, остались мины и растяжки.

## Ближайшие населённые пункты
- Весёлая Гора
- Старый Айдар
- Передельское
- Артёма
- Петропавловка (до 2016 года — Петровка)

## Фото

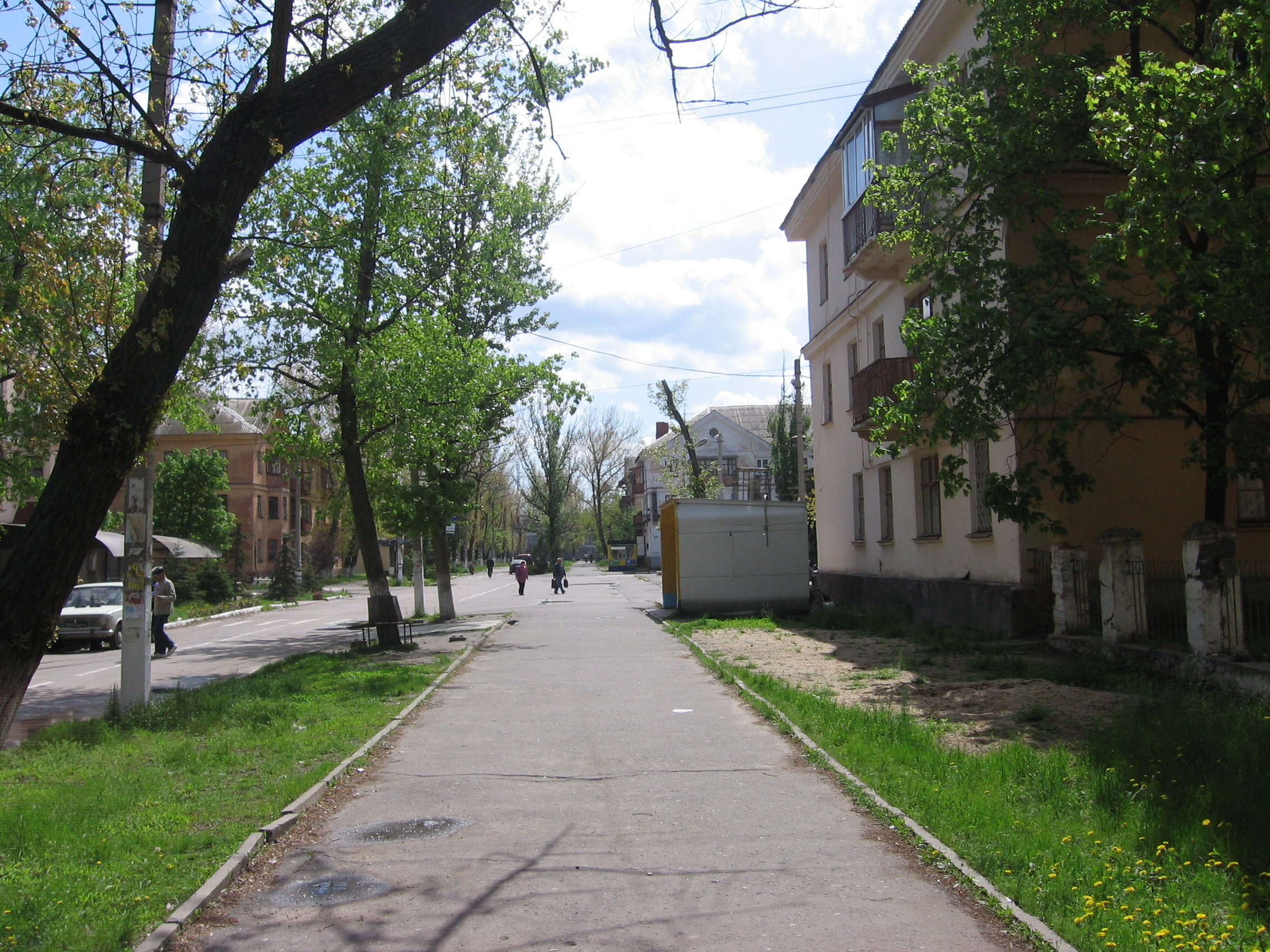
Центр города Счастье (ул. Центральная)
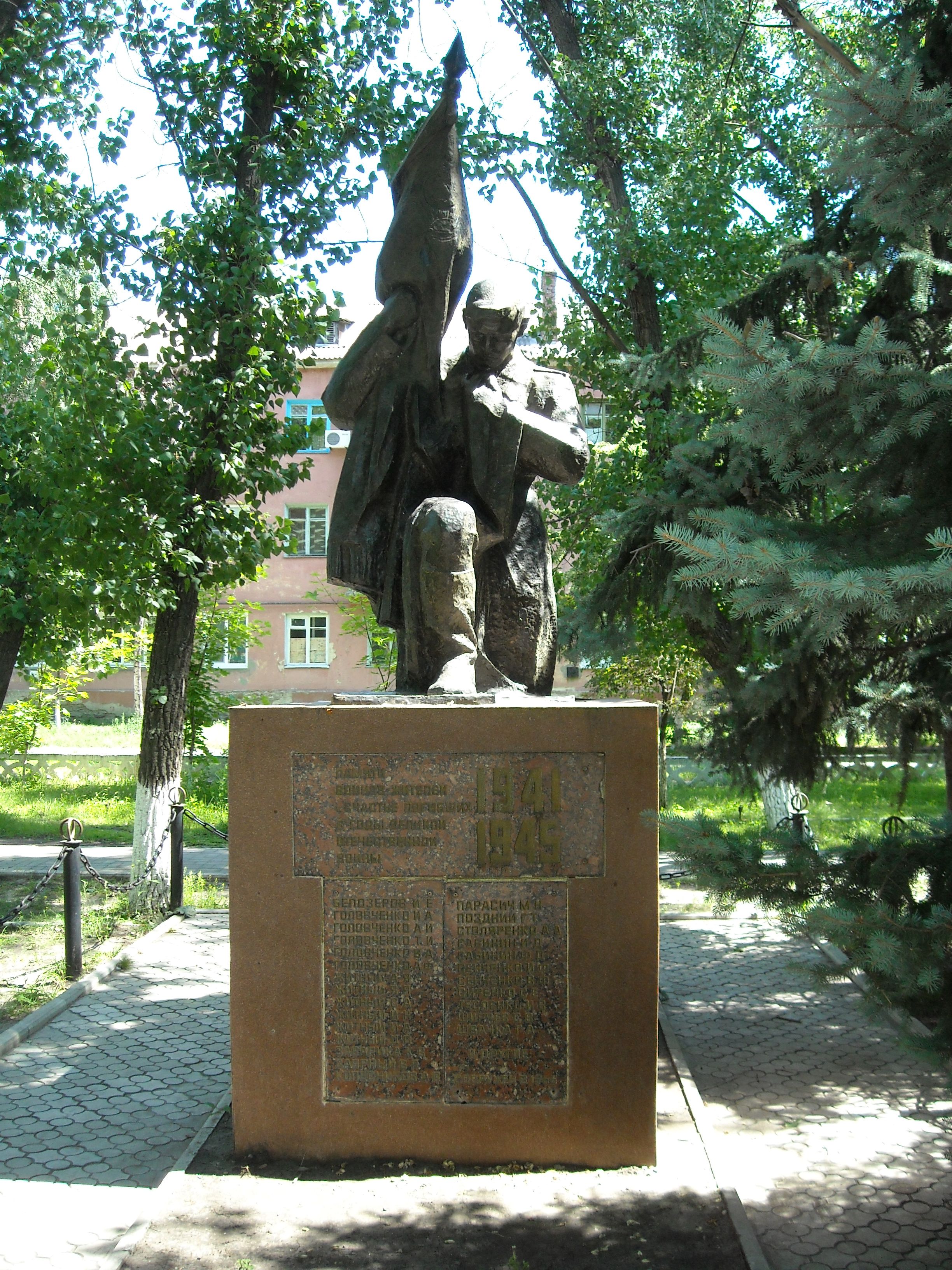
Памятник посвящённый погибшим во время Великой Отечественной войны
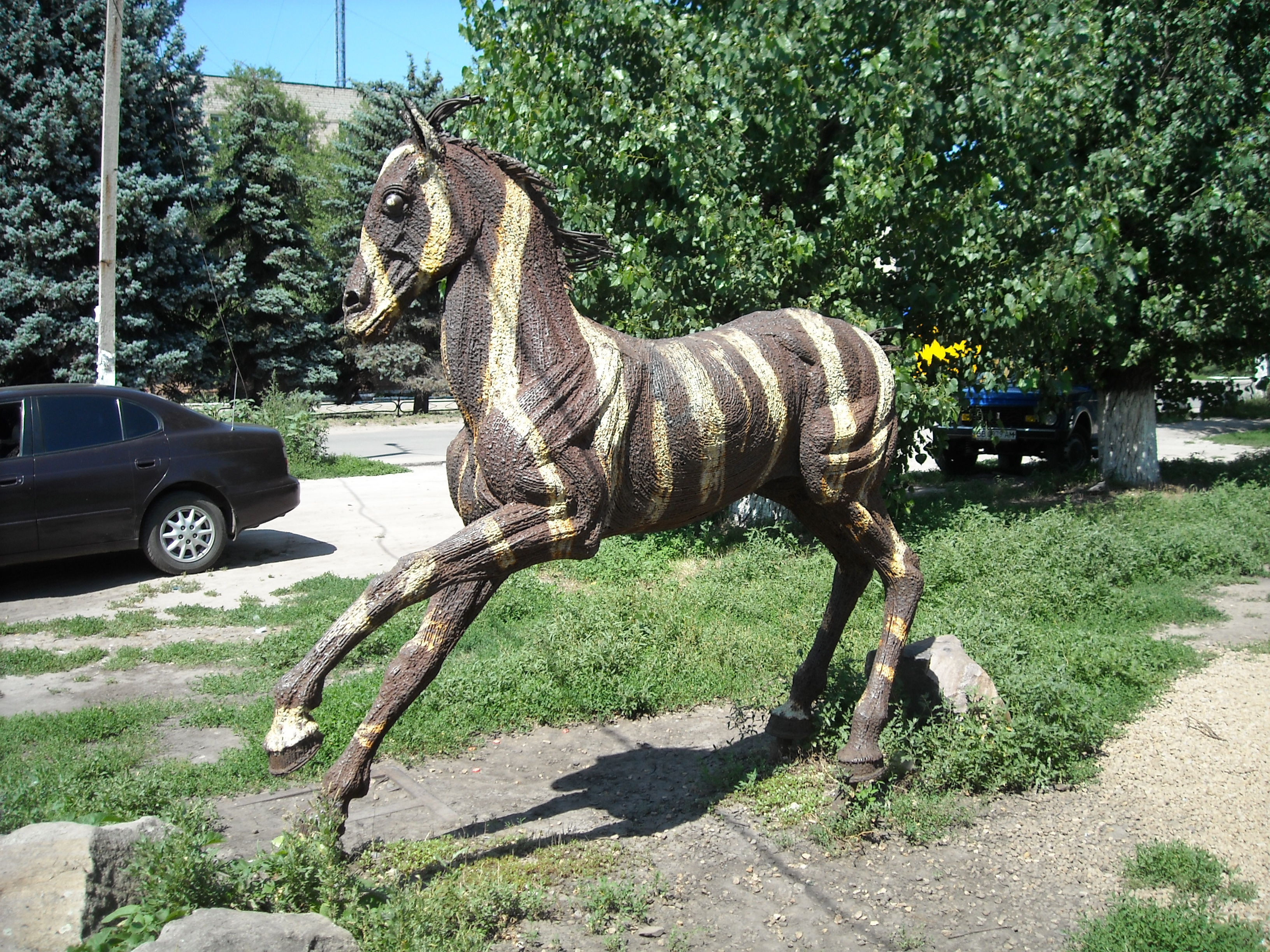
Памятник «Лошадь», расположенный недалеко от гостиницы «Счастье»
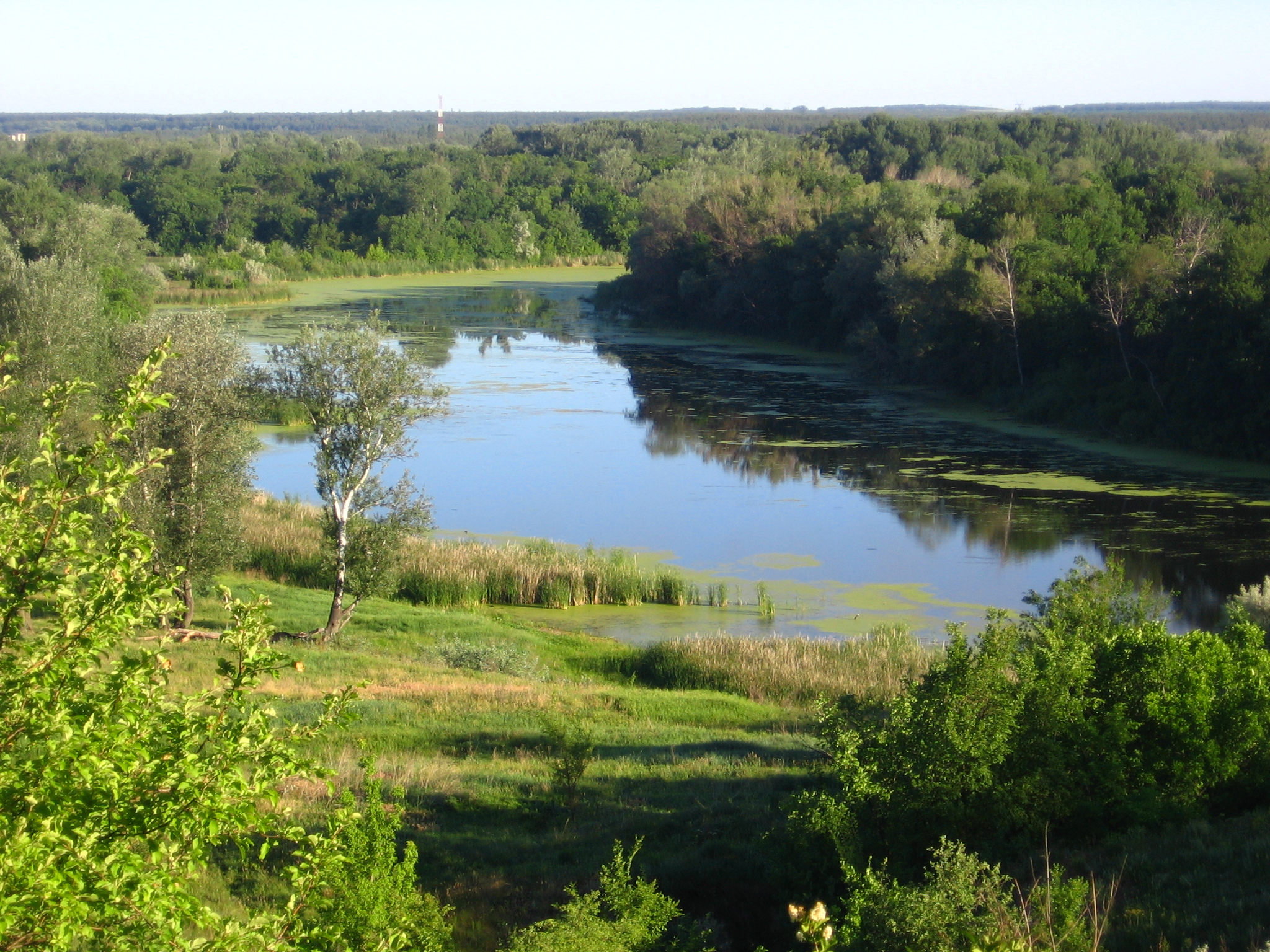
Мёртвый Донец
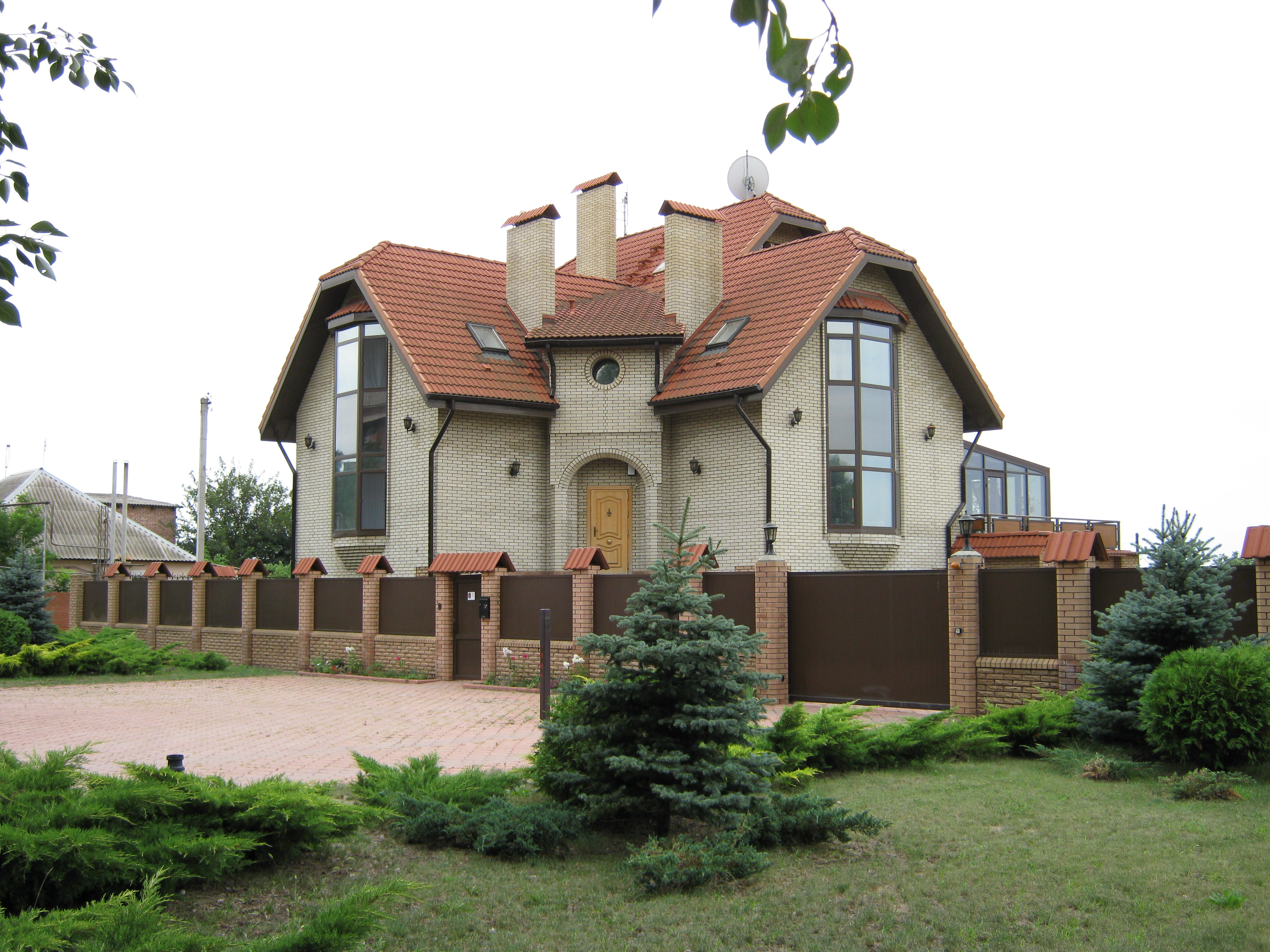
Частный дом в районе школы №1
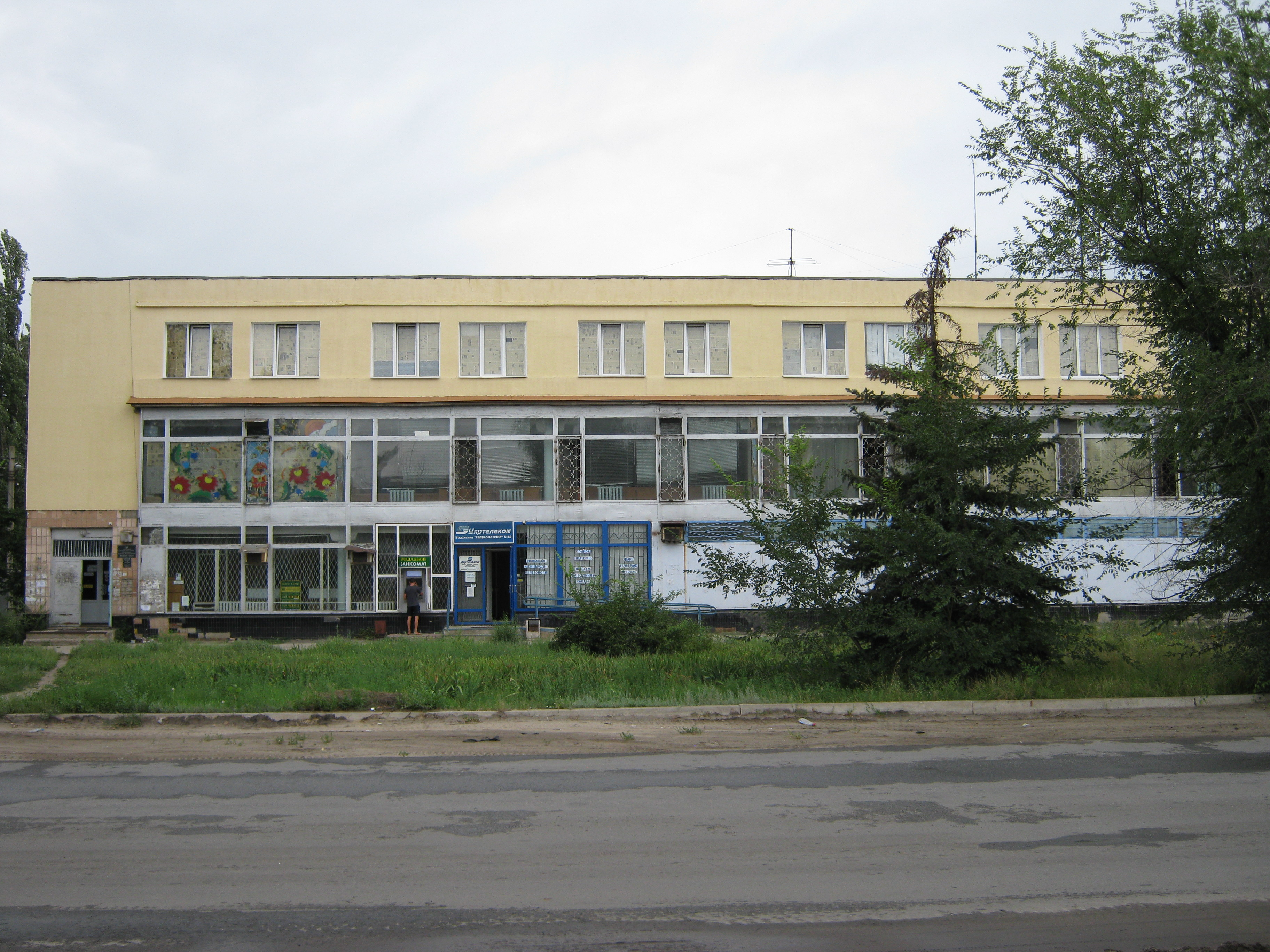
Школа искусств эстетического воспитания №5
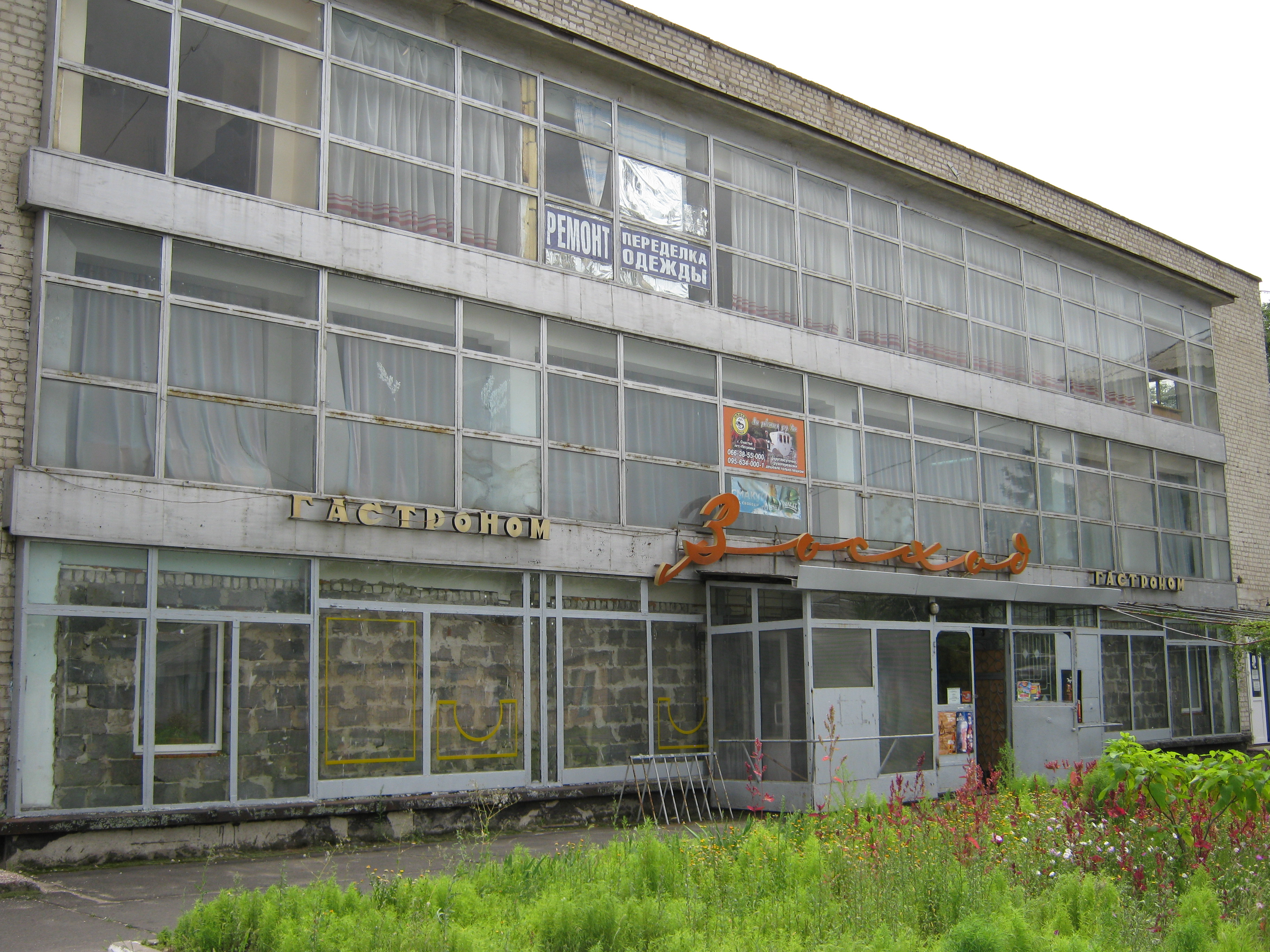
Здание бывшего гастронома «Восход»
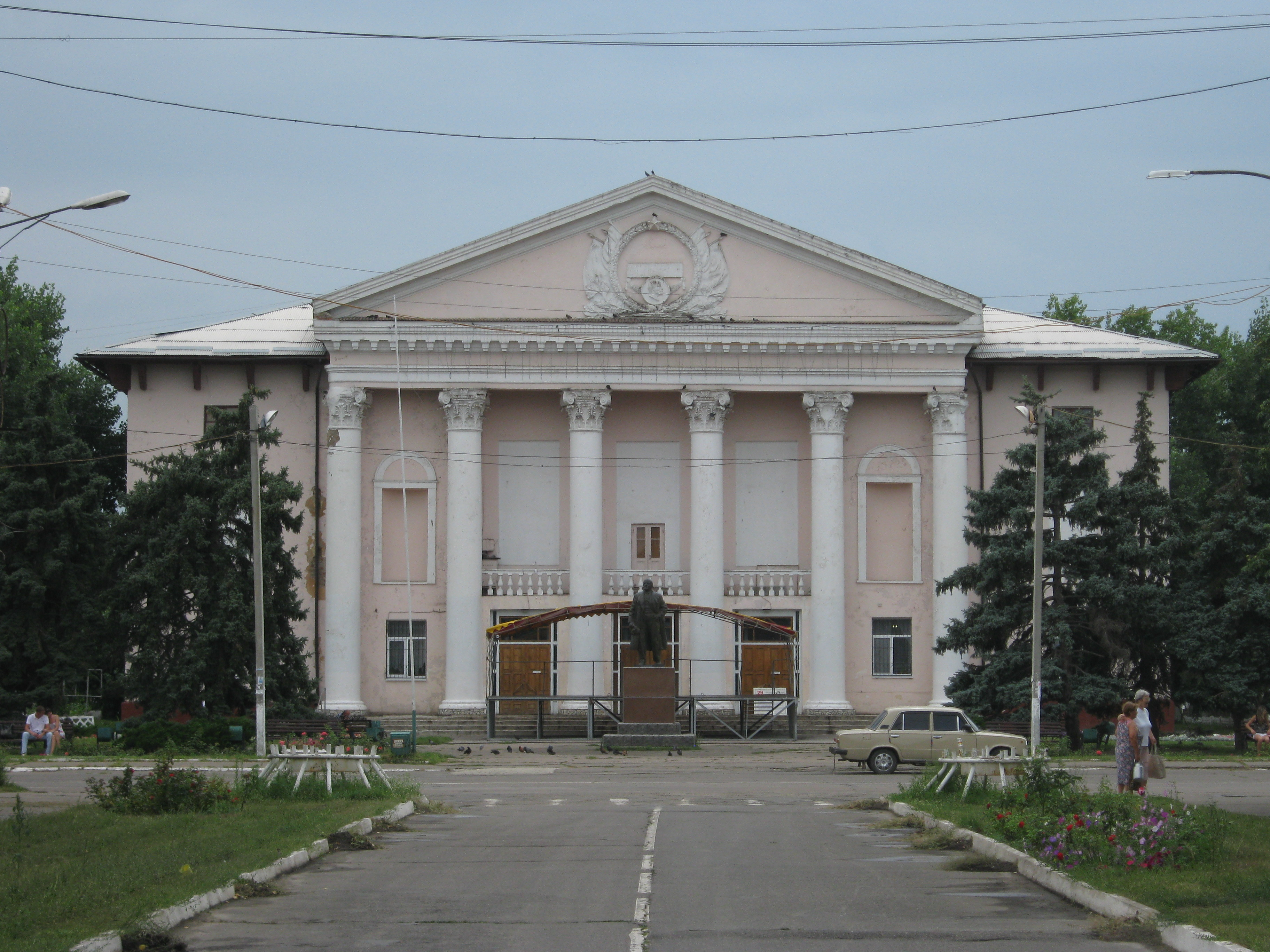
Дом культуры, расположенный в центре города
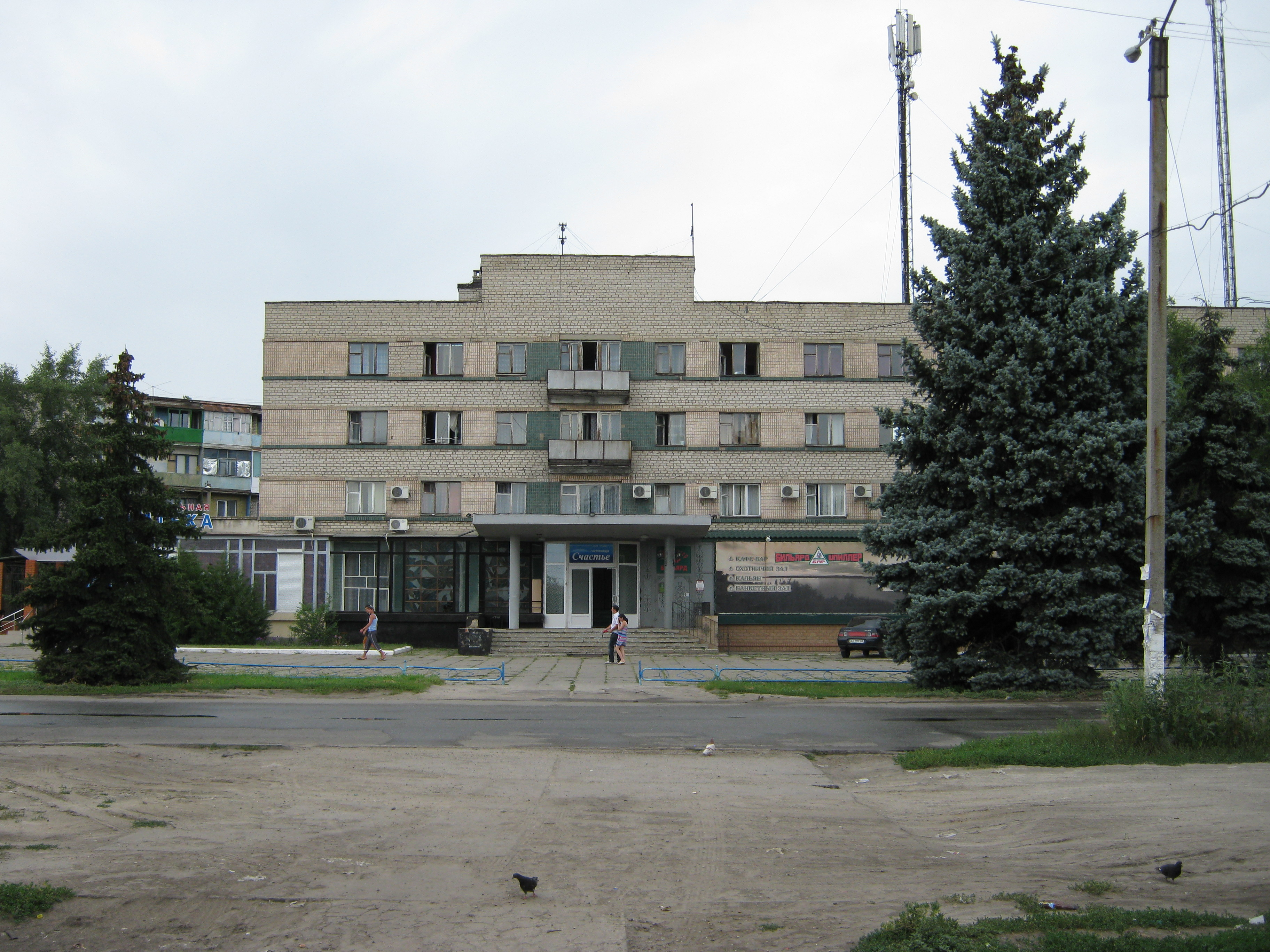
Гостиница «Счастье»
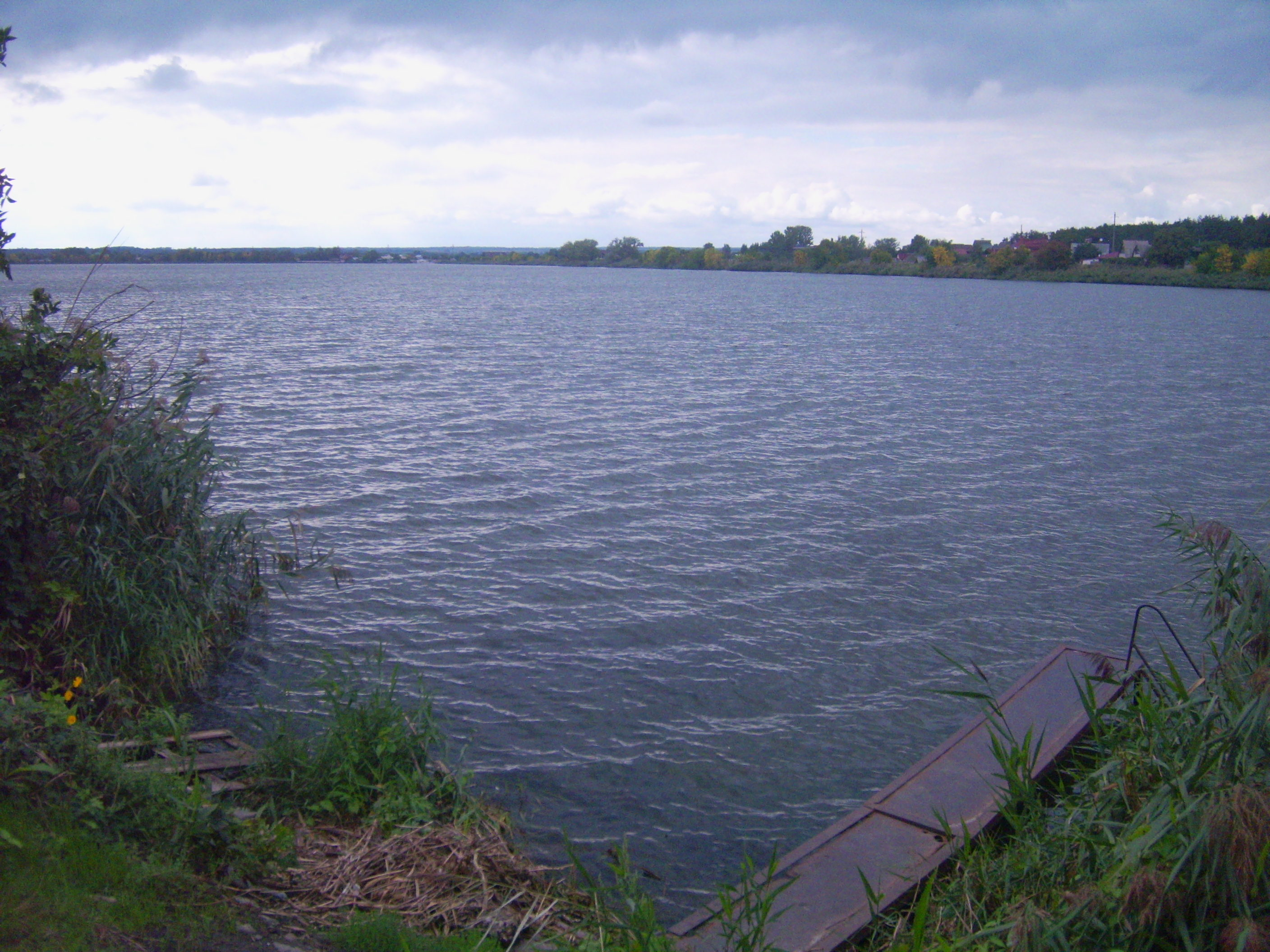
2 пруд-охладитель Луганской ТЭС
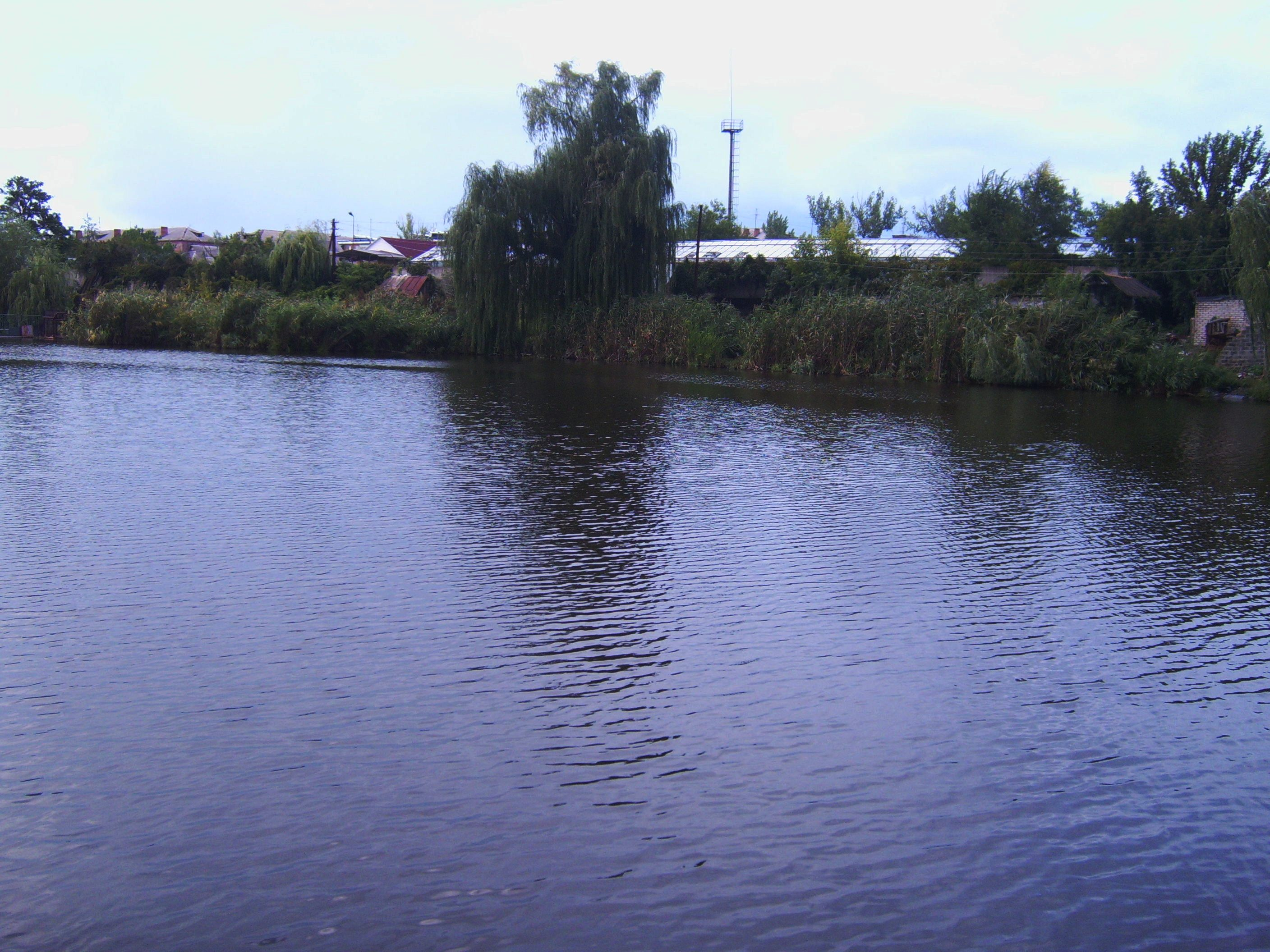
Озеро в Счастье за школой №1
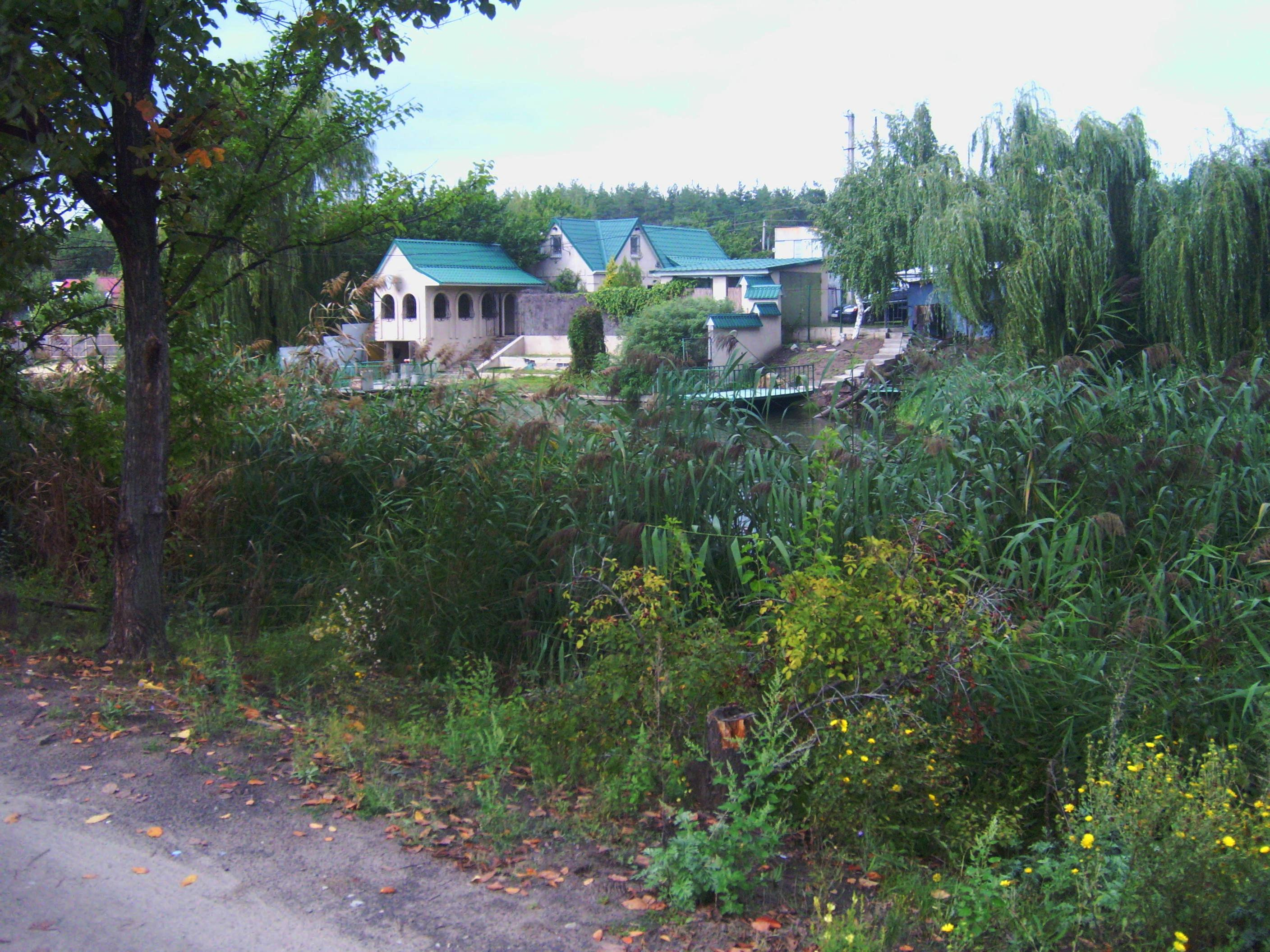
Дачный дом, город Счастье
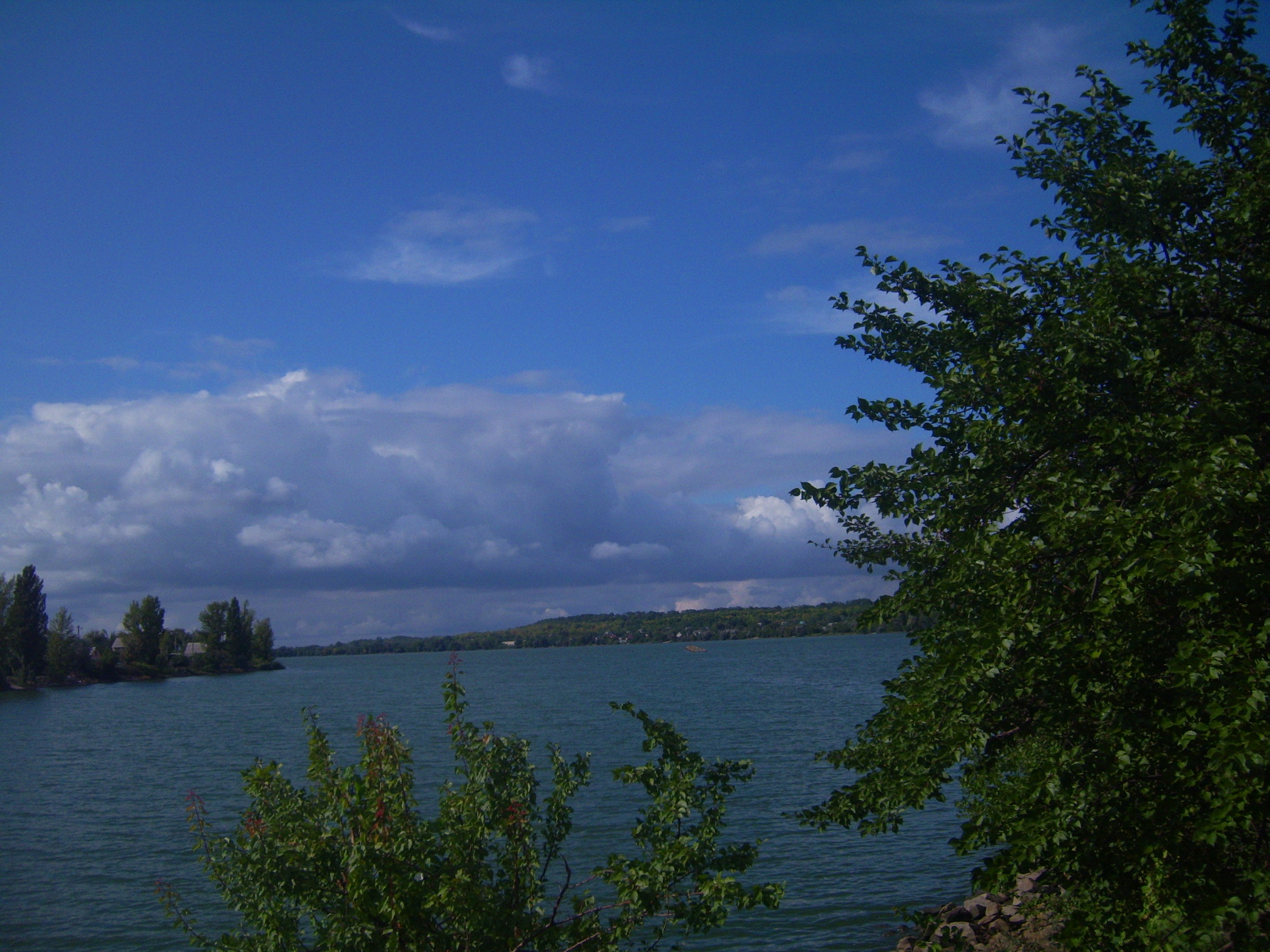
3 пруд охладитель Луганской ТЭС (без воды с 2014)
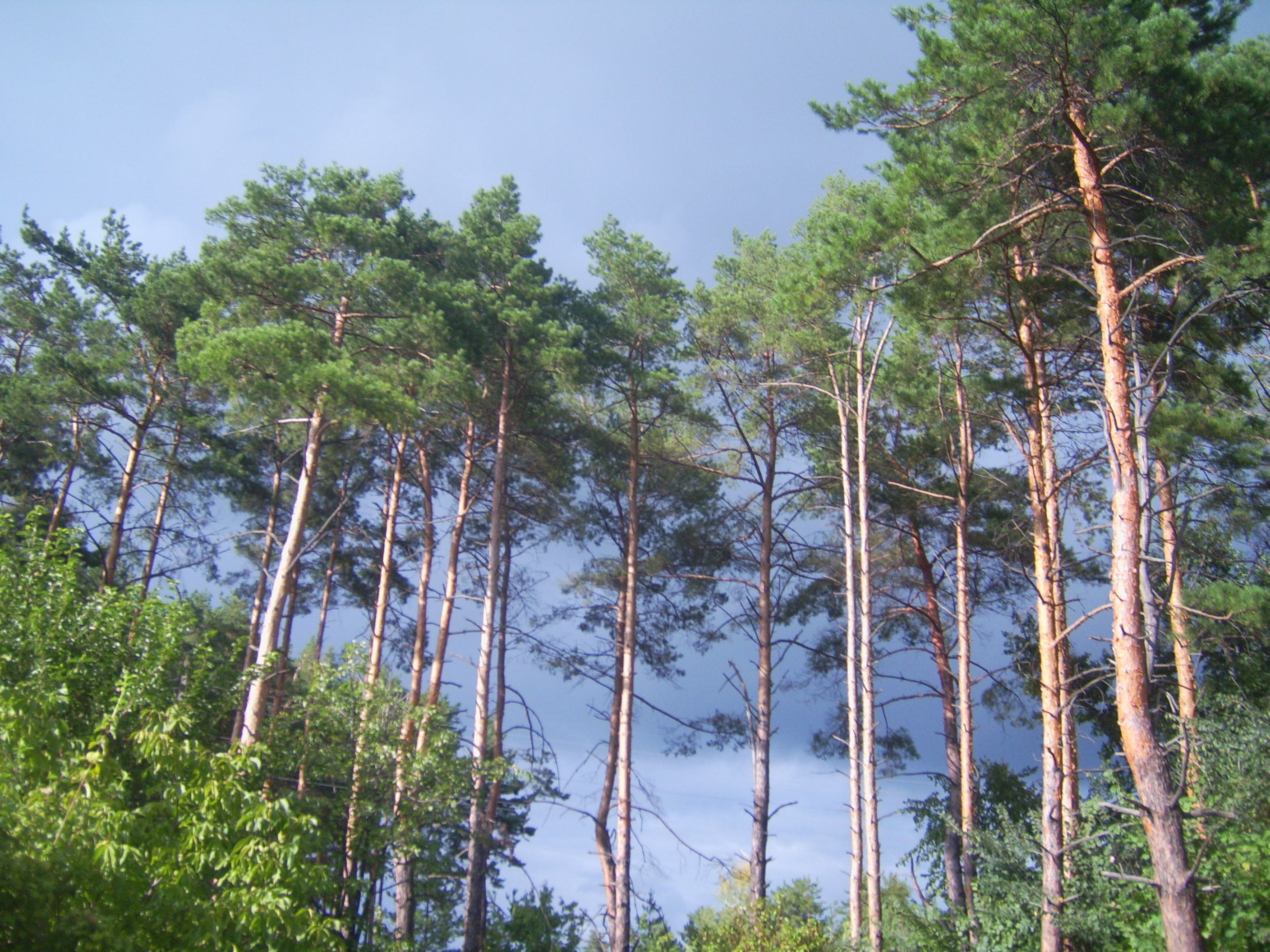
Сосновый лес возле города
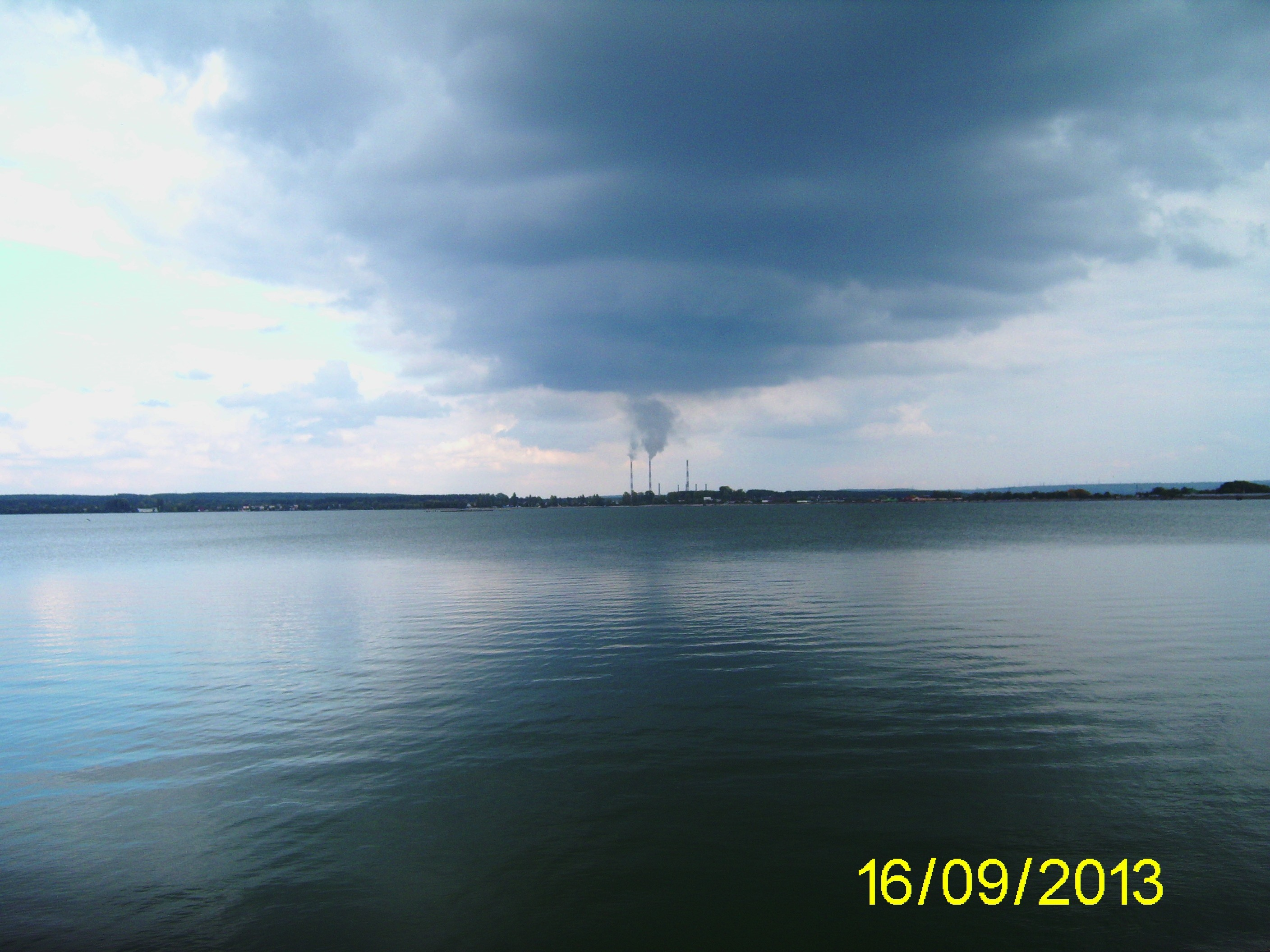
3-й пруд и Луганская ТЭС (без воды с 2014)